# Festival international du film d'animation d'Annecy 2025

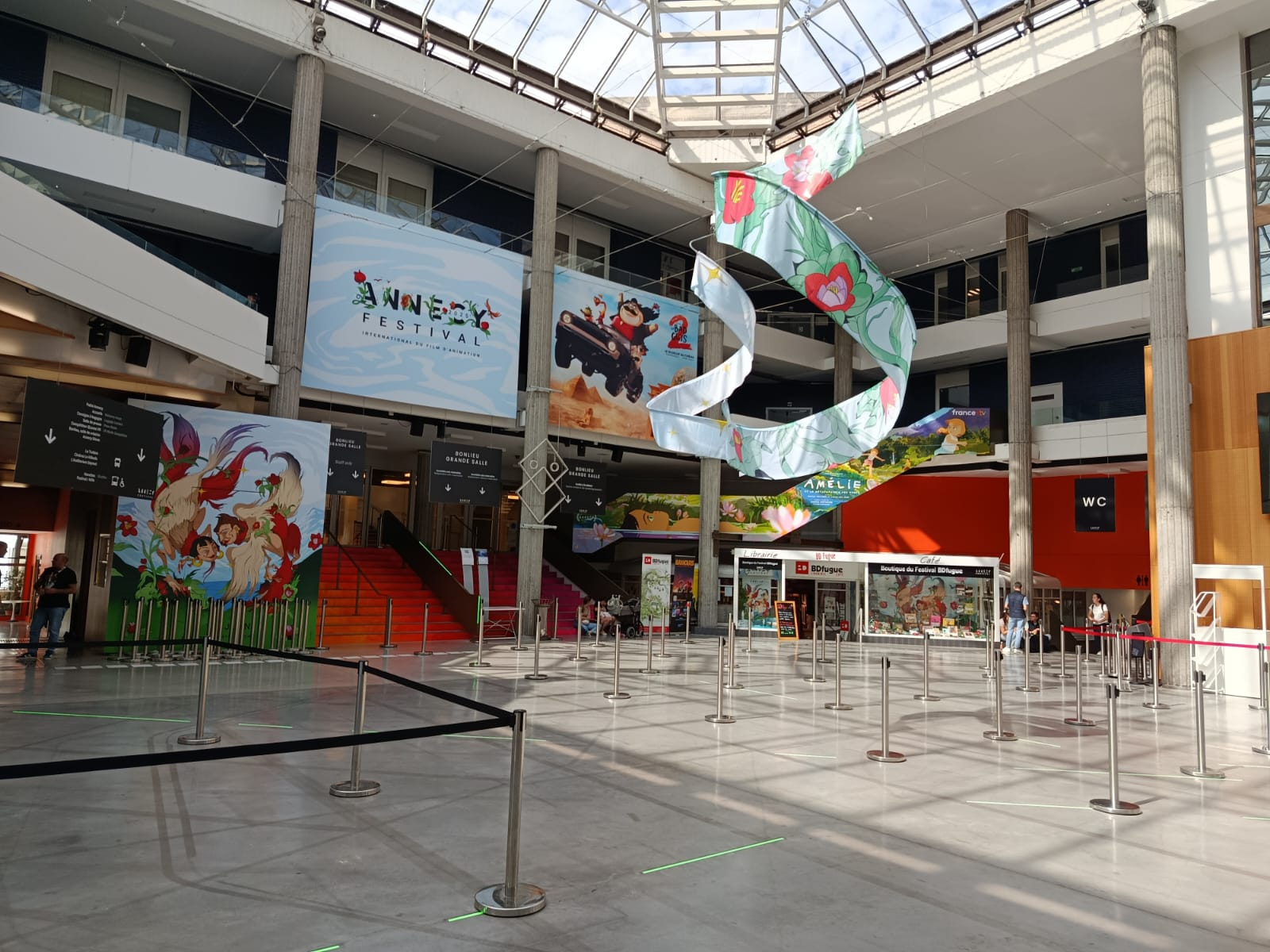
Le centre culturel Bonlieu décoré aux couleurs de la Hongrie à l'occasion de cette édition du festival.

Le Festival international du film d'animation d'Annecy 2025, 49e édition du festival, se déroule du 8 au 14 juin 2025. Le pays à l'honneur de cette édition est la Hongrie. À cette occasion, Michel Gondry, Joanna Quinn et Matt Groening reçoivent un cristal d'honneur pour l'ensemble de leur carrière,.
Le 14 juin 2025, le palmarès est dévoilé : le court métrage Les Bottes de la nuit  de Pierre-Luc Granjon remporte le Cristal du court métrage et le long métrage Arco d'Ugo Bienvenu remporte le Cristal du long métrage,.

## Jury

### Longs métrages
- Sepideh Farsi, réalisatrice,  Iran
- Pablo Pico, compositeur et musicien,  France
- György Ráduli, directeur des archives cinématographiques de l'Institut national du film de Hongrie,  Hongrie

### Courts métrages
- Andrew Ruhemann, producteur,  Royaume-Uni
- Shiva Sadegh Asadi, réalisatrice et peintre,  Iran
- Chris Sanders, animateur, acteur, scénariste et réalisateur,  États-Unis

### Films de fin d'études
- Réka Busci, réalisatrice et peintre,  Hongrie
- Manuel Cristóbal, producteur et directeur de festival,  Espagne
- Naomi van Niekerk, réalisatrice et artiste,  Afrique du Sud

### Films de télévision et de commande
- Linda Hambäck, autrice, réalisatrice et productrice,  Suède
- Dominique Seutin, codirectrice et productrice du festival Anima,  Belgique
- Robertino Zambrano, réalisateur, producteur, designer et illustrateur,  Philippines et  Australie

### Longs métrages Contrechamps
- Nadja Andrasev, réalisatrice, scénariste et directrice de production,  Hongrie
- Pablo Berger, réalisateur et scénariste,  Espagne
- Jessica Poce, dirigeante stratégique dans la distribution de films d'animation,  Royaume-Uni et  Italie

### Œuvres VR
- Andrew Ruhemann, producteur,  Royaume-Uni
- Dominique Seutin, codirectrice et productrice du festival Anima,  Belgique
- Robertino Zambrano, réalisateur, producteur, designer et illustrateur,  Philippines et  Australie

### Prix André-Martin
- Apolline Caron-Ottavi, rédactrice et programmatrice à la Cinémathèque québécoise,  Canada
- Christophe Chauville, rédacteur en chef de Bref Cinéma,  France
- Nicolas Métayer, coordinateur du cinéma Le Vincennes,  France
- Mihai Mitriča, directeur du Festival Animest,  Roumanie
- Caroline Vié, journaliste et critique de cinéma pour 20 Minutes,  France

### Prix de la Ville d'Annecy
- Máté Horesnyi,  Hongrie
- Máté Józsa,  Hongrie
- Emma Nyári,  Hongrie

### Prix Festivals Connexion
- Coline Anxionnaz,  France
- Elie Cattan,  France
- Pierre Triollier Berton,  France

### Jury Junior
- Jade Brachet
- Louis Longchambon
- Eden Mendy Rouguet
- Emma Favre
- Gabin Berthollet
- Jean Quay-Thevenon
- Maxence Gonfrier

## Intervenants

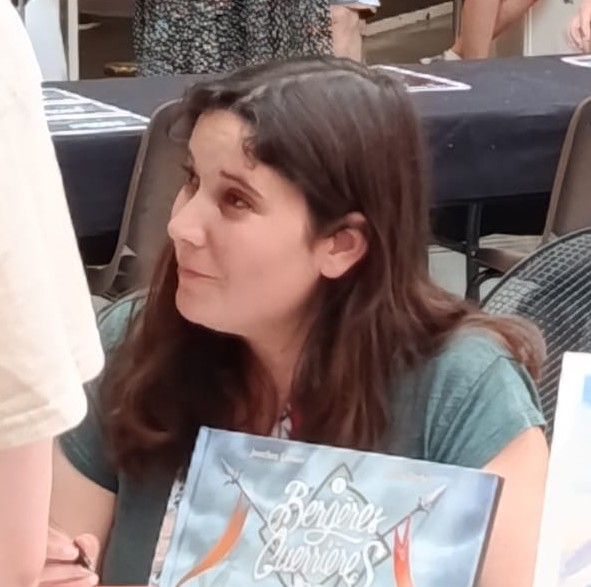
Amélie Fléchais
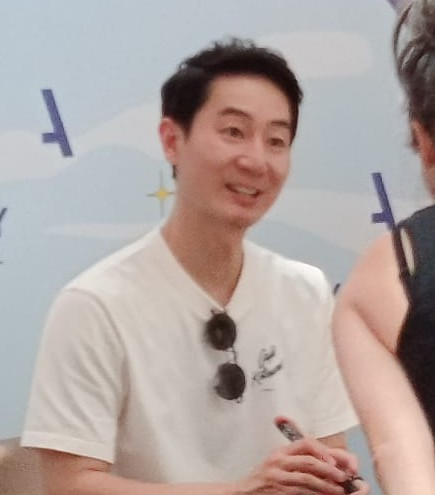
Alexander Woo
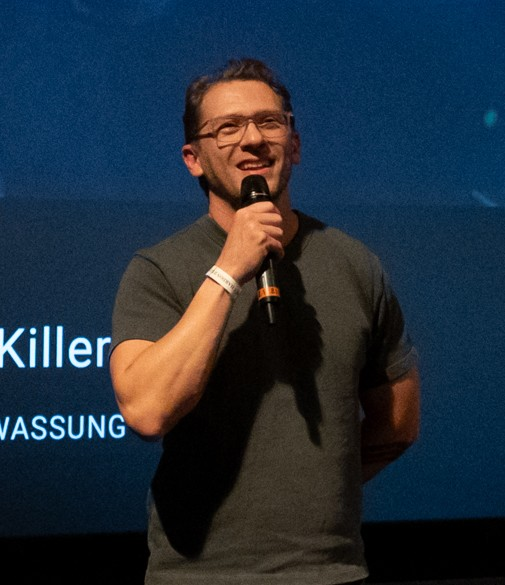
Joshua Wassung
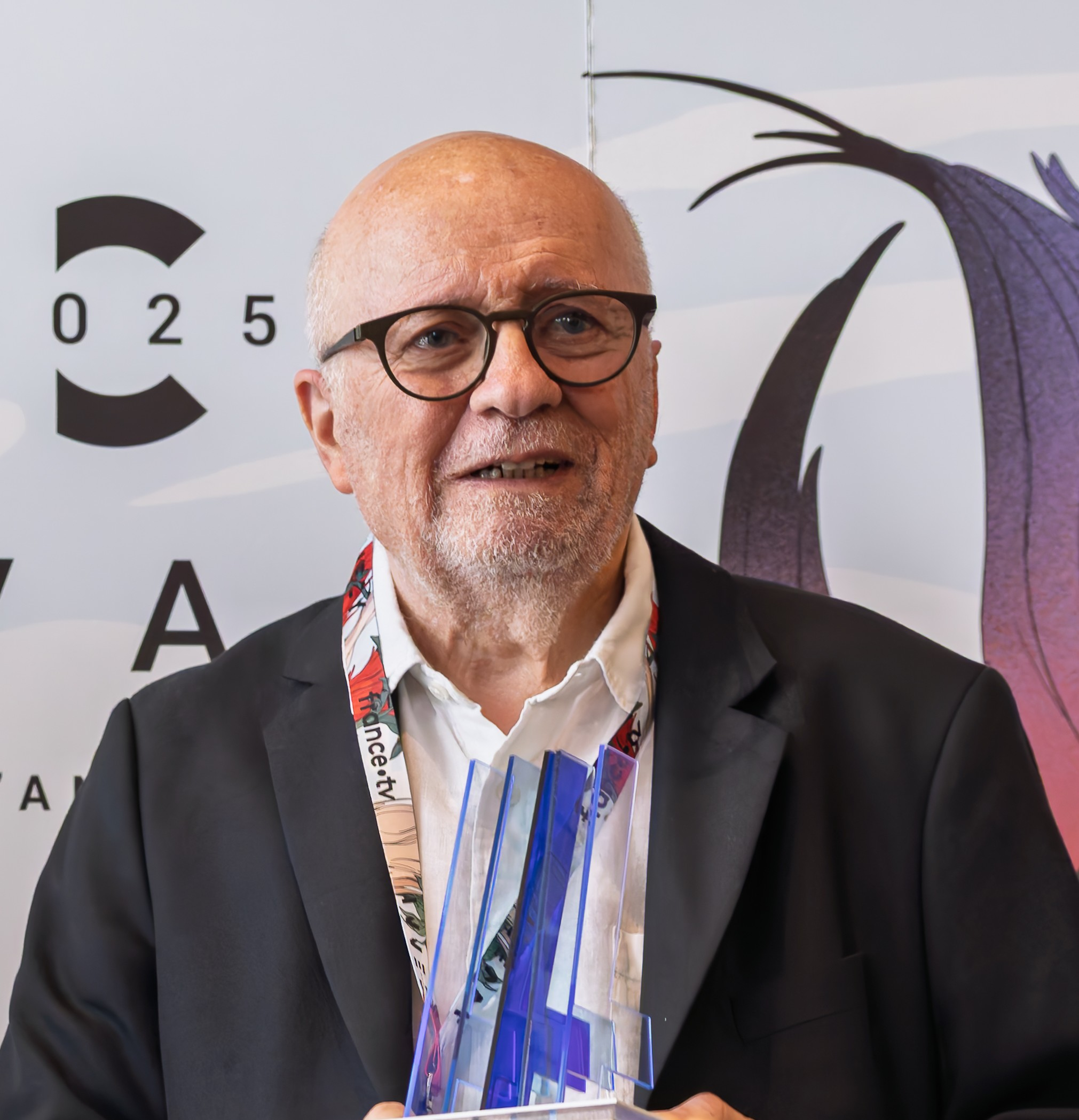
Didier Brunner
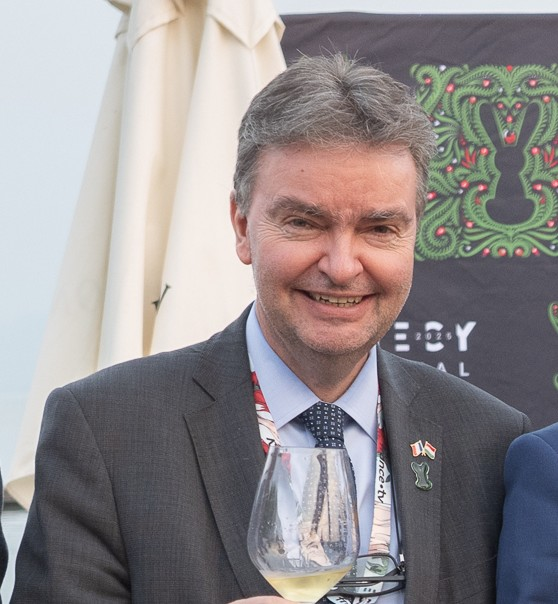
Georges de Habsbourg-Lorraine
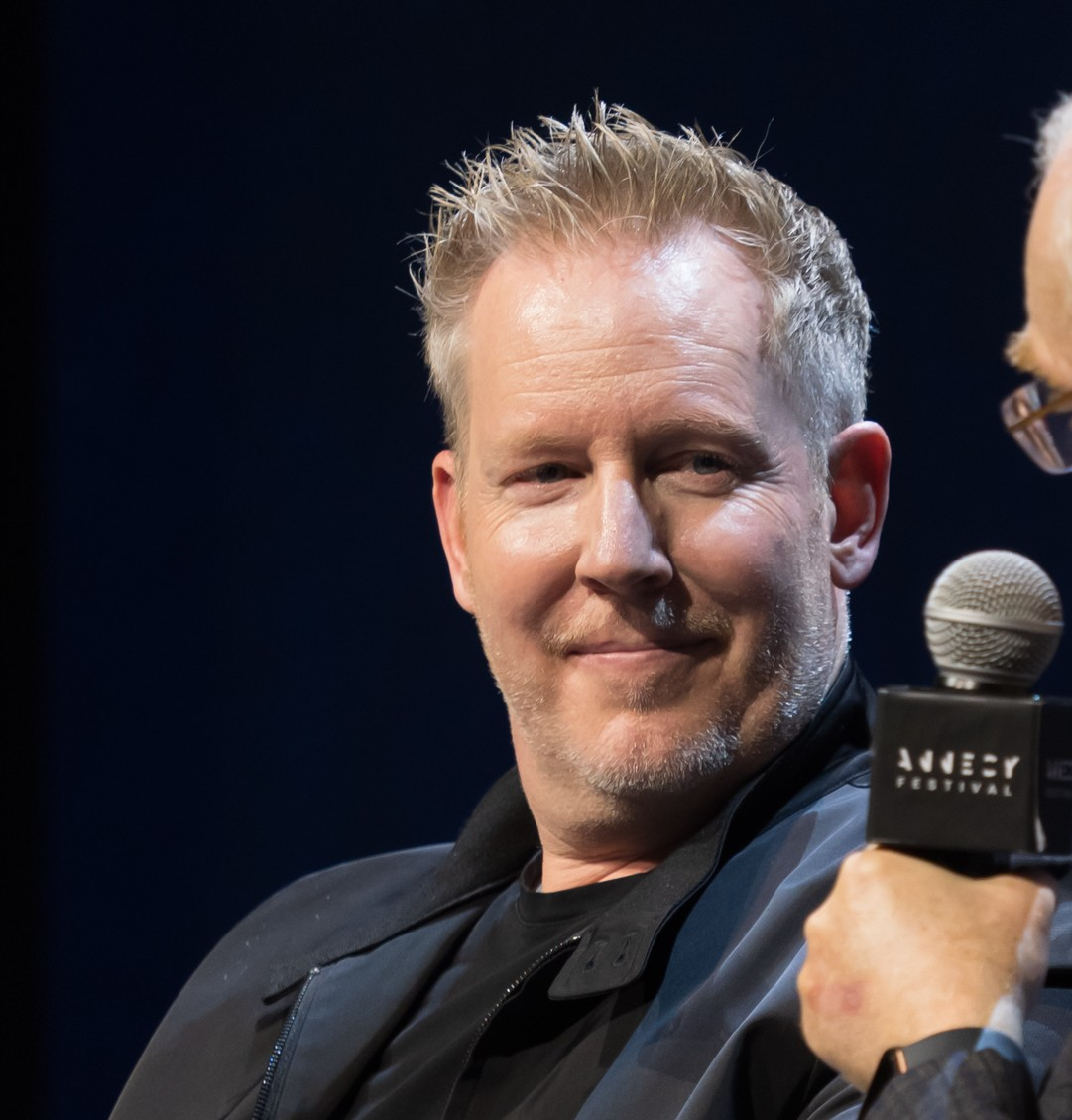
Jared Bush
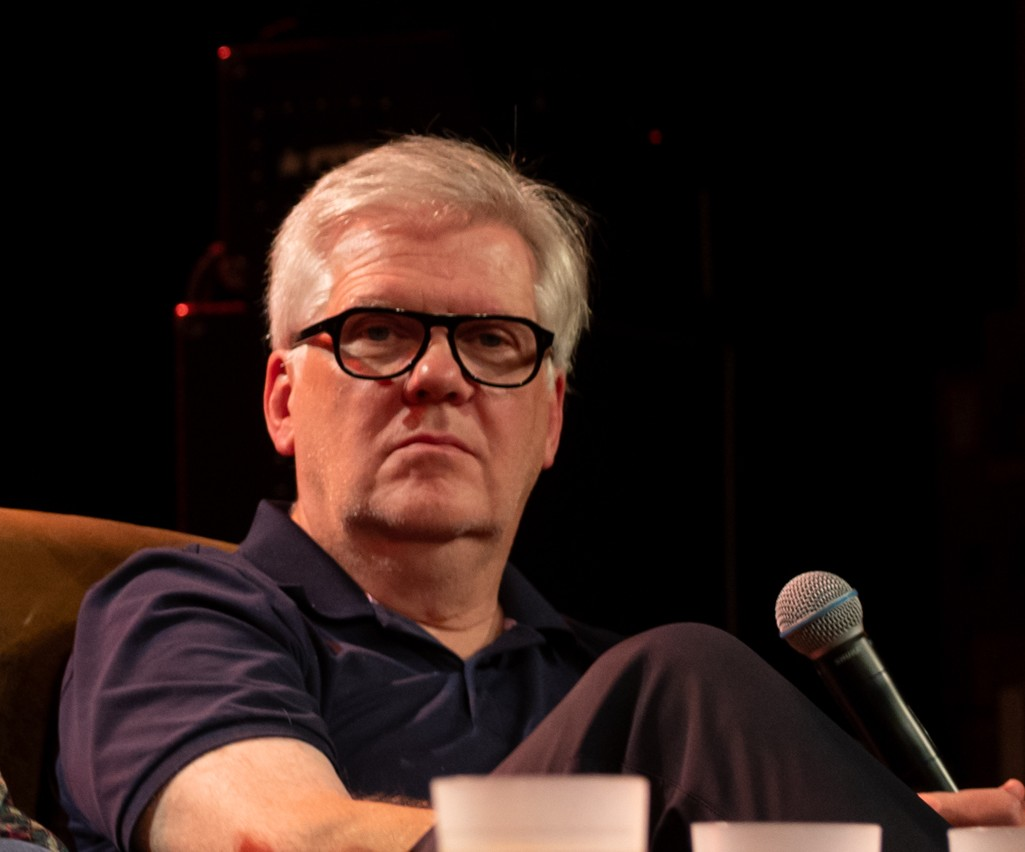
Jean-Michel Bernard
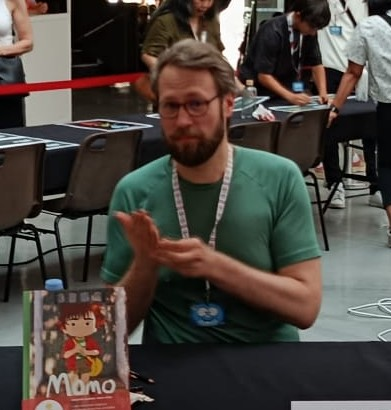
Jonathan Garnier
Madeline Sharafian
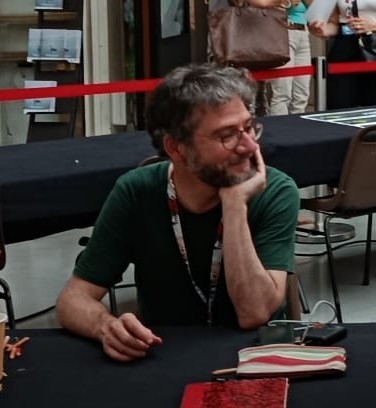
Lionel Richerand
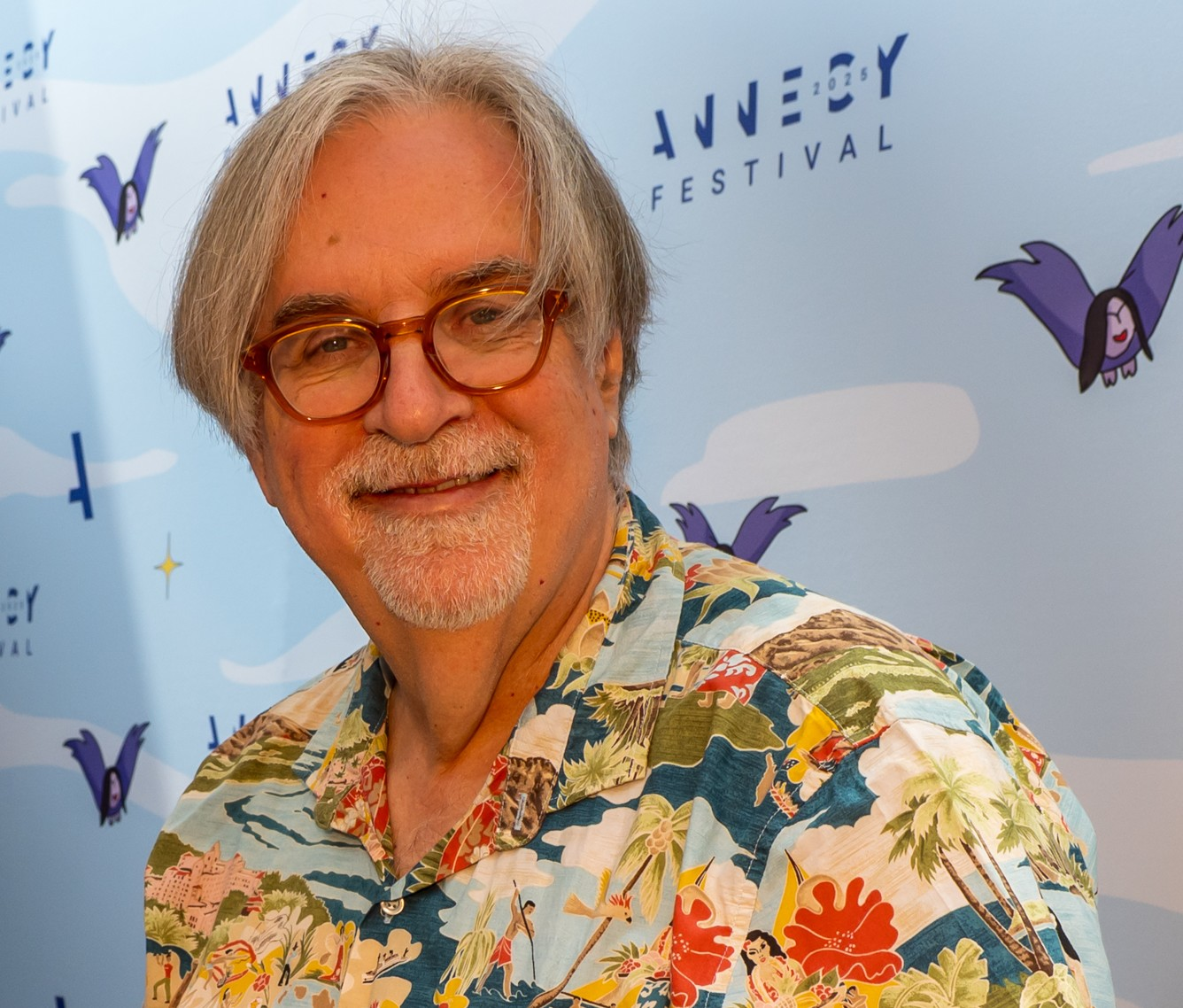
Matt Groening
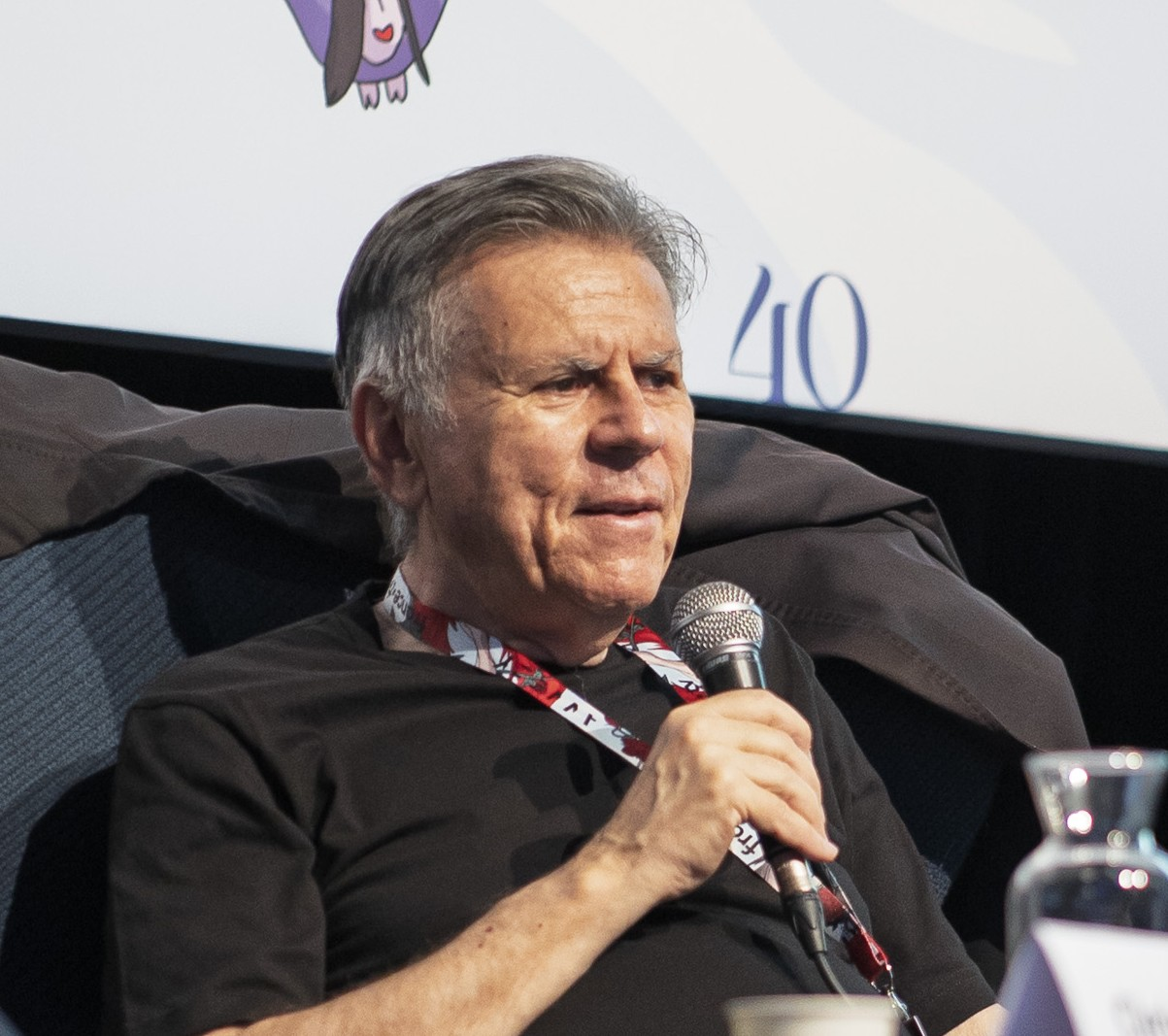
Michael Hirsh
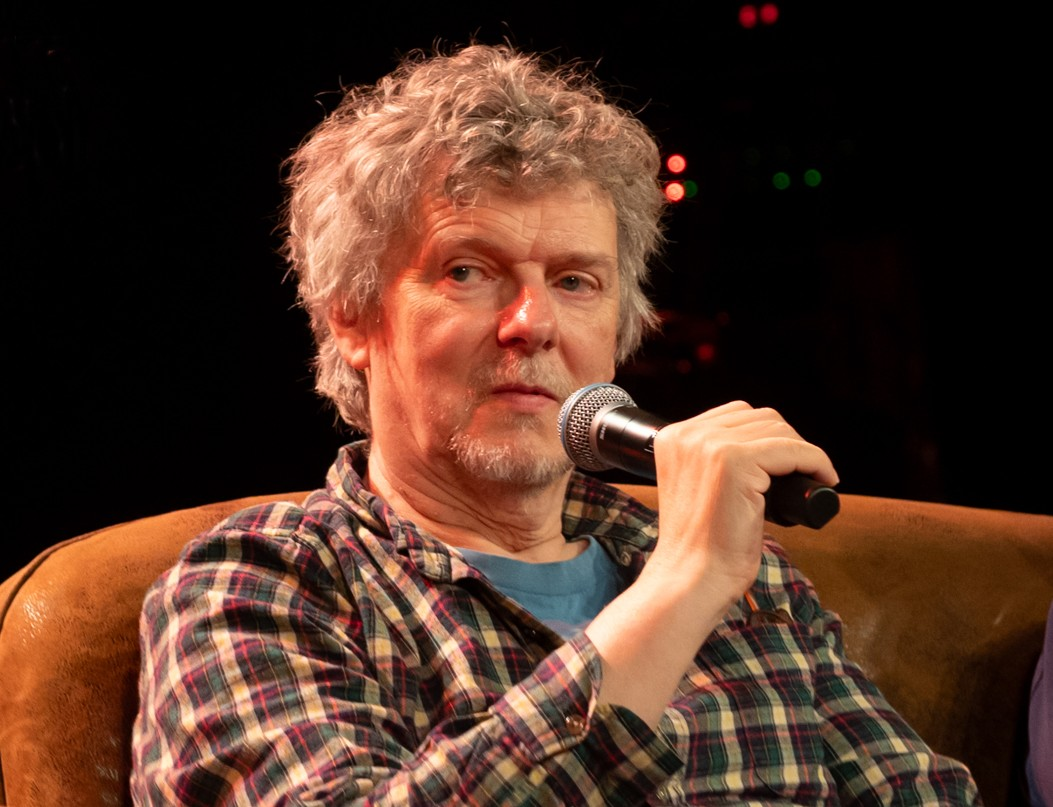
Michel Gondry
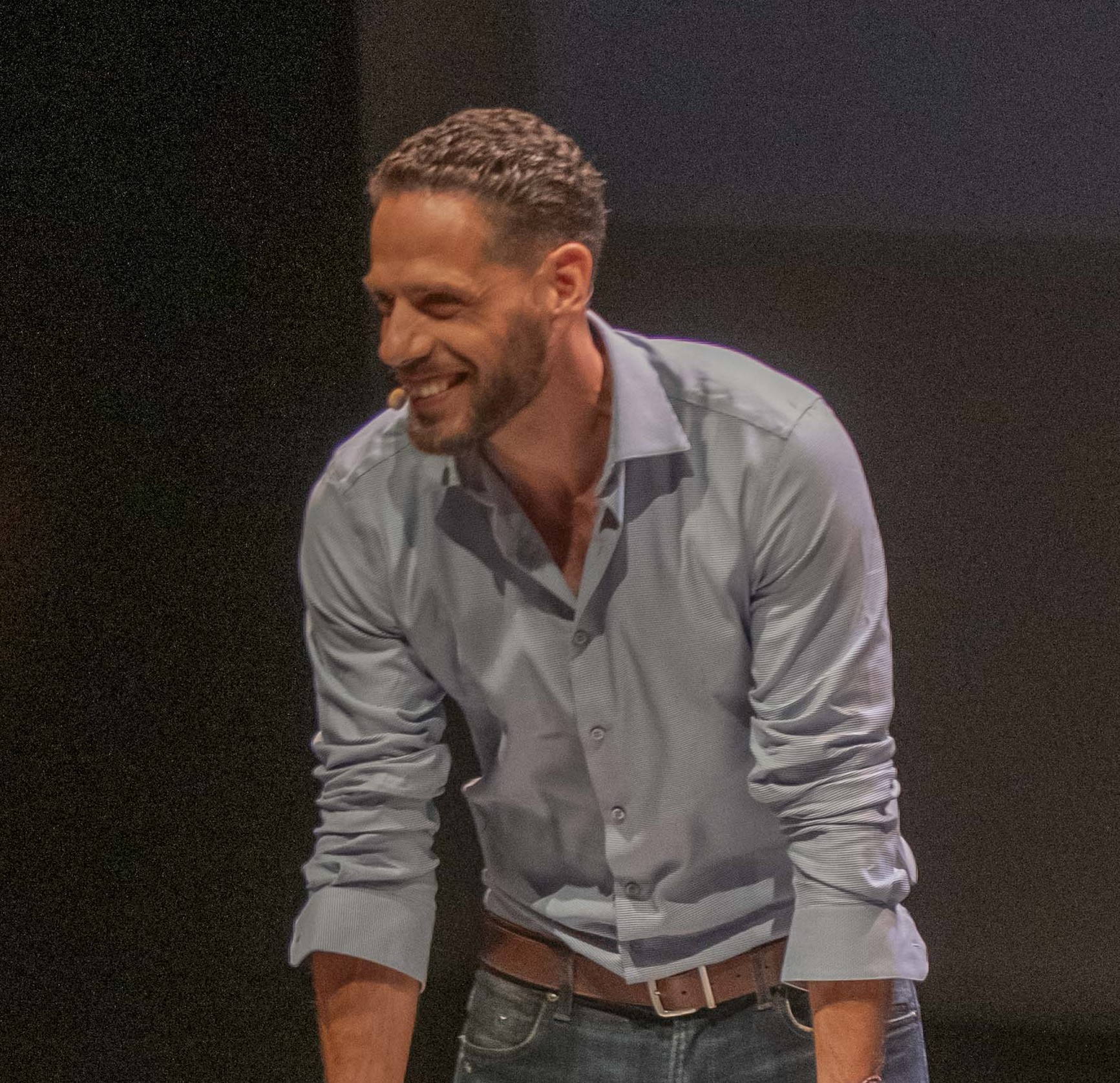
Pierre Perifel
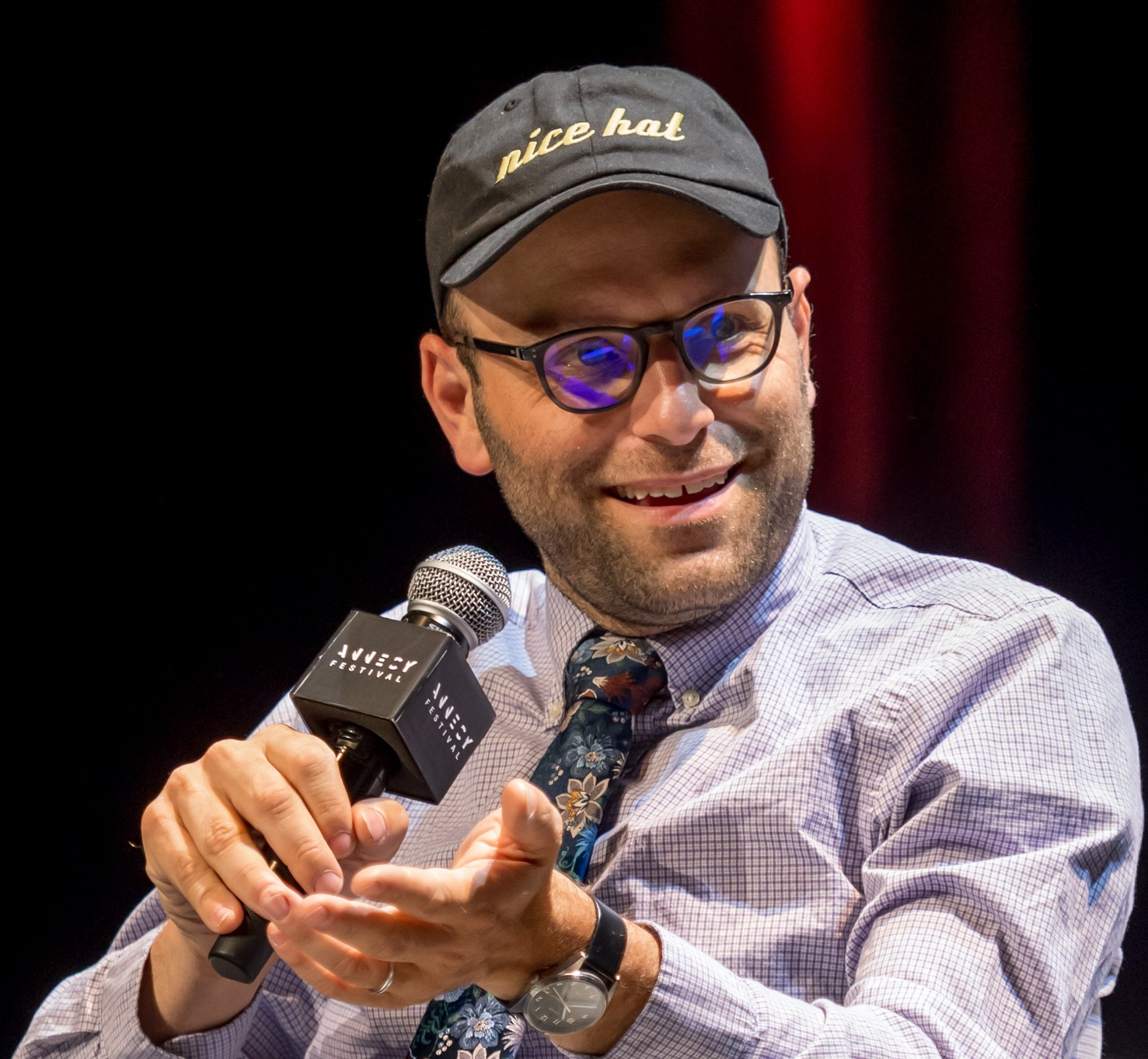
Raphael Bob-Waksberg
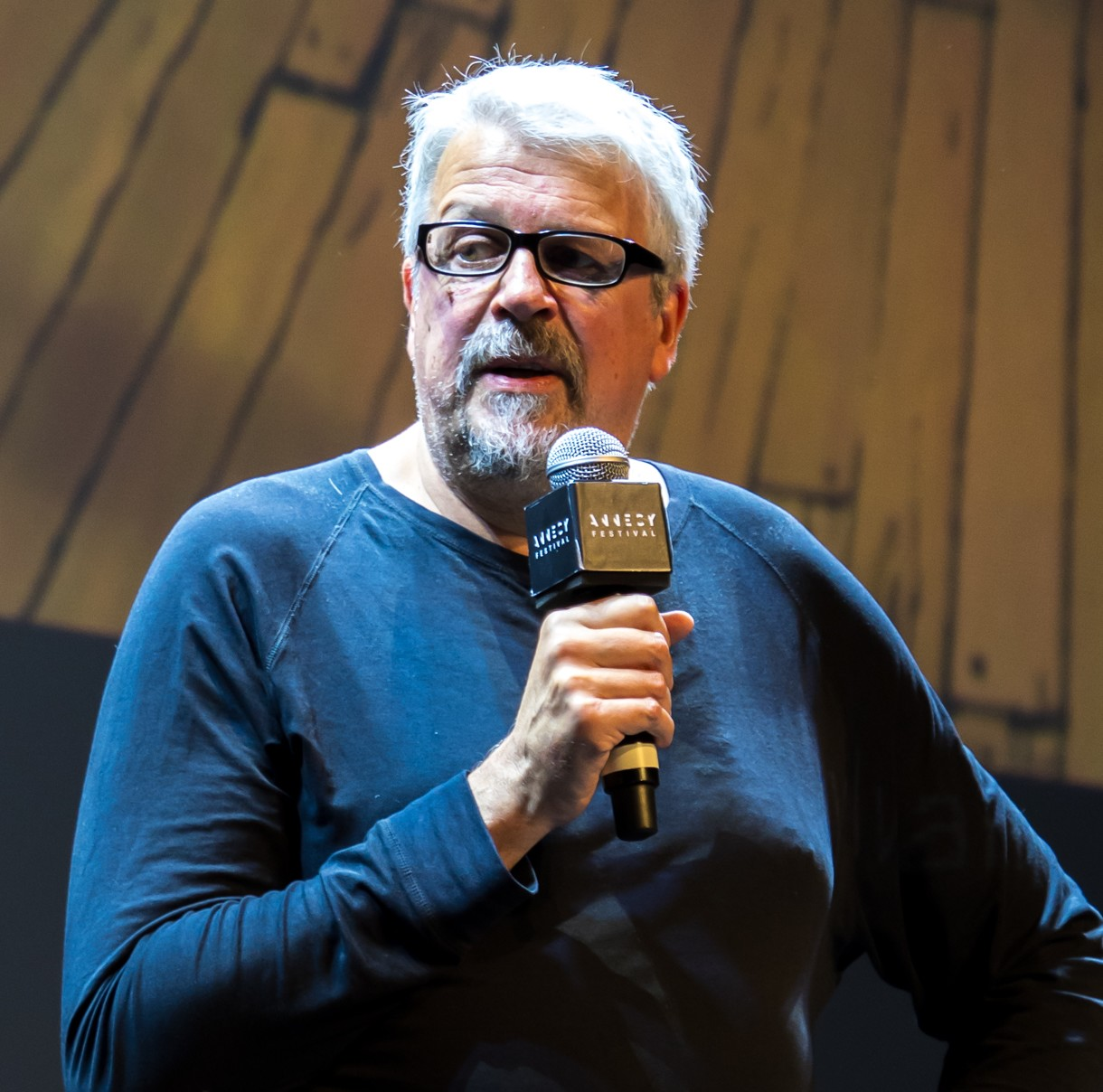
Sylvain Chomet
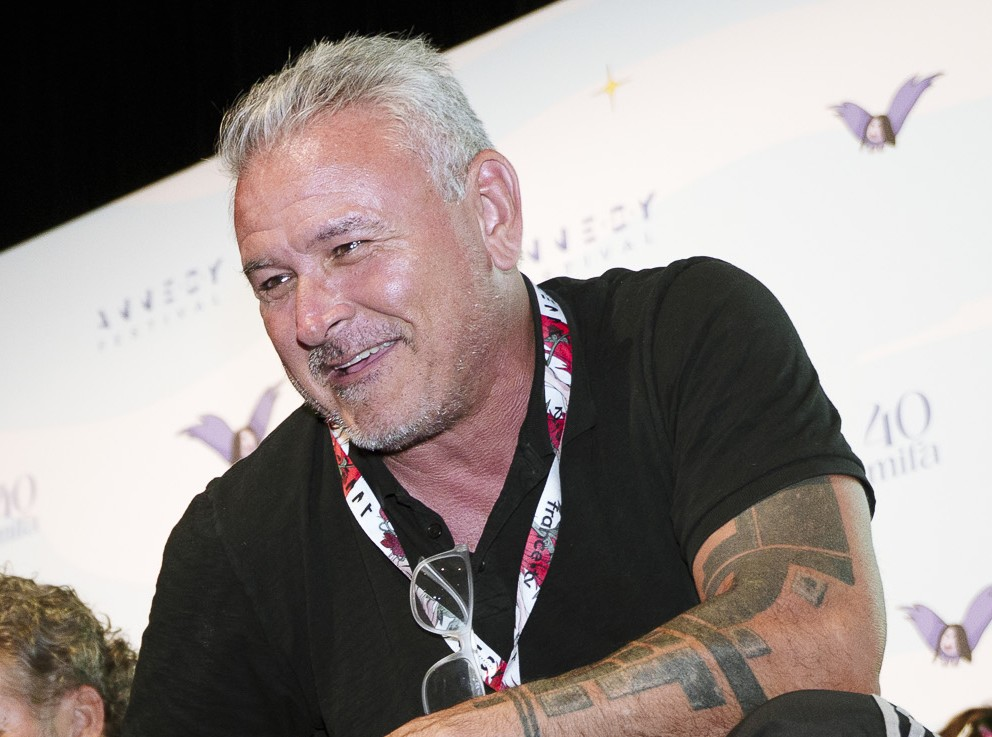
Tim Miller
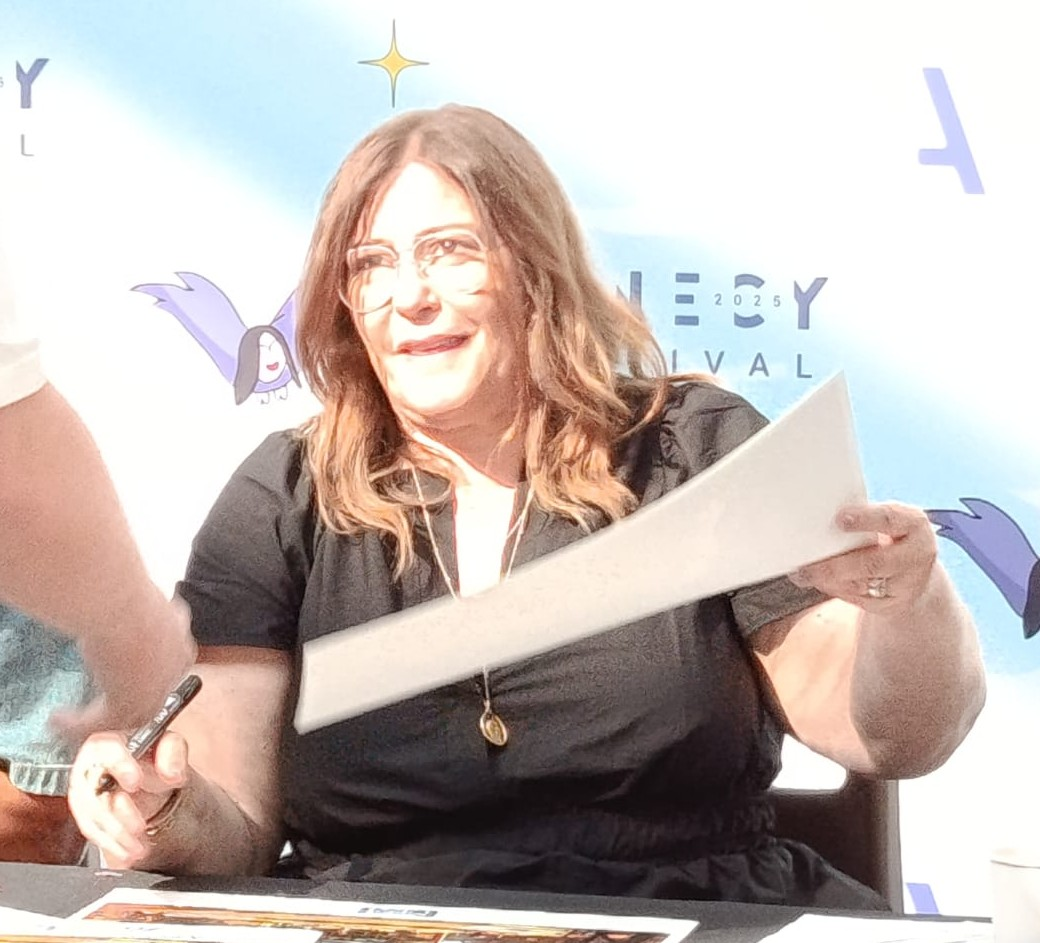
Michelle Raimo Kouyate

### Expositions
- Arcane
- Daniel Huszár, Réka Bucsi, Péter Vácz, Luca Tóth et Balázs Turai pour Humination Hits the Streets
- Le Secret des mésanges : les décors et pantins originaux du film
- Roland Topor
- Les Temps héroïques
- Sándor Reisenbüchler pour Adieu, petite planète
- Natures vivantes – Les Beaux-Arts par les artistes de l'animation hongroise
- Moving – Jeune Création
- Apparitions

### Avant-premières
- Andy Serkis pour La Ferme des animaux (Animal Farm)
- Michel Gondry pour Maya, donne-moi un autre titre
- Jean-Christian Tassy et Benoît Daffis pour Falcon Express
- Antoine Lanciaux pour Le Secret des mésanges
- Genndy Tartakovsky pour Fixed
- Sean Charmatz pour SpongeBob: Order Up
- Kent Seki pour Teenage Mutant Ninja Turtles: Chrome Alone 2 – Lost in New Jersey
- Dean DeBlois pour Dragons
- Micho Rutare, John Davis, Dan Trachtenberg et Josh Wassung pour Predator: Killer of Killers

### Présentation de futures œuvres

#### Longs métrages
- Masaaki Yuasa, Fumie Takeuchi, Batiste Perron, Tanguy Olivier et Sachiko Tanaka pour Daisy's Life
- Anita Doron et Attila Gigor pour Fairyheart
- Upamanyu Bhattacharyya, Arya Menon, Arpan Gaglani, Fabian Driehorst et Gaurav Wakankar pour Heirloom
- Phuong Mai Nguyen, Paul Szajner, Alexis Fernandez, Ernel Vialet et Priscilla Bertin pour In Waves
- Germán Acuña, Silvia Prietov, Sebastian Ruz et Azul Jordan pour La veta del diablo
- Louis Clichy, Cécile Guillard, Chloë Aubert, Nicolas de Rosanbo et Céline Vanlint pour Le Corset
- Olivier Clert, Joyce Colson, Lucie Giros, Juliette Laurent et Marc du Pontavice pour Lucy Lost
- Sébastien Laudenbach, Éléa Gobbé-Mévellec, Amine Bouhafa et Isabelle Laudenbach pour Prends garde à toi !
- Alessandro Carloni, Erica Rivinoja, Amos Sussigan, Aidan Sugano et Matt Waters pour The Cat in the Hat
- Sunao Katabuchi, Manabu Otsuka, Ilan Nguyên et Chie Uratani pour The Mourning Children: Nagiko and the Girls Wearing Tsurubami Black
- Ervin Han, Raúl García, Wendy Li et Ruwei Ong pour The Violinist
- Avid Liongoren, Carlo Vergara et Franck Priot pour Zsazsa Zaturnnah
- Alex Woo, Steven Pilcher, Nicola Lavender et Eric Robles pour Dans tes rêves et Stranger Things
- Tyre Dillihay et Michelle Raimo Kouyate pour GOAT
- Pierre Perifel pour Les Bad Guys 2
- Jared Bush pour Zootopie 2
- Pete Docter, Madeline Sharafian, Domee Shi et Mary Alice Drumm pour Elio, Hoppers et Toy Story 5
- James Reatchlous, Simon Bobin, Leon Joosen et Antony Nottage pour The Land of Sometimes
- Chris Miller pour Les Schtroumpfs, le film
- Derek Drymon pour Bob l'éponge, le film : À la recherche de l'éponge perdue
- Terry Kalagian et Christian De Vita pour High in the Clouds
- Péter Tóth pour Adventures of Háry János

#### Séries télévisées
- Manon Tacconi, Camille Condemi et Maïté Sonnet pour Garces
- Rick Morales, Peter Girardi et Jonathan Hoekstra pour Get Jiro
- Guillaume Dousse, Félicien Colmet Daâge, Carl Tamakloe, Hugo Revon et Gaëlle Thierry pour Tom Clancy's Splinter Cell: Deathwatch
- Gonzalo Cordova, Rodolfo Ambriz, Arturo Ambriz et Ana Coronilla pour Women Wearing Shoulders Pads
- Raphael Bob-Waksberg pour Long Story Short
- Sylvain Dos Santos, Charles Lefebvre, Paul McKeown et Claire Sun pour Dragon Striker

### Conférences
- Genndy Tartakovsky, Craig McCracken, Pendleton Ward, Rebecca Sugar, J. G. Quintel et Adam Muto pour Créer la créativité : célébrer les 25 ans de Cartoon Network Studios
- Áron Gauder pour Les Quatre Âmes du coyote : les coulisses
- Alex Seaver pour Studio Focus: Riot Games Music
- Qing Fan pour Tencent Video
- Meredith Shea pour Les Oscar : Les Indispensables pour l'admissibilité
- Matt Groening, David Silverman et Matt Selman pour Une rencontre légendaire : des icônes de l'animation célèbrent Les Simpson
- Kodai Watanabe, Yuki Sugiura, Ken Kaneko, Yae Doi, Michiyo Hayashi, Eiji Han Shimizu et Kozue Bessho pour Le Japon anime le futur : À la découverte du genre Indie Anime et des œuvres attendues des studios de renom
- Katell France, Arthur Colignon, Emmanuel Jacomet, Jesse Cleverly, Miles Bullough, Jo Daris, Hans Ulrich Stoef et Bruno Felix pour Mediawan Kids & Family: What's New?
- Michael Hirsh pour Animation Nation, keynote de Michael Hirsh, célèbre producteur canadien de programmes pour enfants
- Christian Müller, Silke Hassreiter, Morten Thorning et Chris Ebeling pour Façonnez votre avenir : faire avancer l'animation européenne
- Thierry Baujard pour Surfer sur les liens entre animation et jeu vidéo
- Clélia Santi, Jean-Baptiste Spieser, Pierre Siracusa, Jay Oliva, Didier Ah-Koon, Slimane Aniss, Thierry Marchand, Marco Balsamo et Tara Sibel Demren pour Première Mondiale : La Réinvention de TeamTO – Créations originales, technologie et nouvelle orientation audacieuse
- Dara McGarry, Adele Piveteau et Kara Oropallo pour DNEG Animation : n'arrêtez pas d'y croire
- Laura Dimaio, Sean Zwan, Chloe Hume, Patrick Egerton et Michael Pattison pour Animation en Australie : des histoires audacieuses, un impact mondial
- Hermeline Vincent-Nakache, Thomas Astruc, Sébastien Thibaudeau, Nathanael Bronn, Mélanie Buisson et Romain Trimaille pour Miraculous fête ses 10 ans : Un succès international made in France
- Telidja Klaï pour Le Monde merveilleux de Ketnet
- Chase Cooper pour Libérez le potentiel du rigging en temps réel dans Unreal Engine 5.6
- Hélène Vayssières et Gregory Audermatte pour La Politique ARTE de courts métrages et séries courtes humoristiques
- Kevin Estey et Sidney Kombo-Kintombo pour Du scénario à l'écran : donner vie à la vision d'un réalisateur chez Wētā FX
- Marina Soto, Grazia Como, Chris Barnett et Caitlin Procter pour Netflix Animation Studios : les dernières nouveautés !
- Kasia Panas, Ronnie Fridthjof, Arthur Delabays, Victor Checa, Matteo Paolini, Kjersti Greger, Carolina Zepeda, Amit Ashraf et Tariq Himel pour Meet the… Producers Gap Financing
- Camille de Cussac, Denis Walgenwitz, Patrick Volve et Annabel Sebag pour Il était une fois : une série de contes pas comme les autres
- Szilvia Maschek, Geza M. Toth et Anna Osvay pour Les Clés d'une distribution innovante
- Chris Payne, Stan Fong, Jason Taylor, Guillaume Renier et Tanya Black pour Nouvelle-Zélande : animer le futur
- Victor Haegelin pour Entrez dans les coulisses du travail de Victor Haegelin
- Malcon Pierce pour Entre le images : le parcours d'un cinéaste
- Julie Roy, Suzanne Guevremont, Stéphane Cardin, Félix Dufour-Laperrière, Chris Lavis, Maciek Szczerbowski et Kid Koala pour Investir pour l'avenir : L'Animation canadienne sur le devant de la scène
- Vicky Schroderus pour YLE Children and Kids
- Brian Wilson pour Trésors cachés : Histoires mondiales du Nigeria
- Benoît Di Sabatino, Coralie Boitrelle-Laigle et Ed Galton pour Construire des marques mondiales pour enfants : Diversifier les modèles économiques et coproduire pour réussir
- Samuel Kaminka, Stéphane Le Bars et Amanda Borghino pour Situation du marché de l'animation française
- Amélie Paraiso, Deb Stone, Laure Ferreira Lima, Charlotte Hutchinson, Julien Soret et Milo Riccarand pour Dans les coulisses d'Illumination : Rencontrez et discutez avec nos talents !
- Alexandra Garcia pour Documentaires courts avec The New York Times Op-Docs
- Sudeep Rangaswamy pour Présentation Foundry de Vice-Versa 2
- Amy Hurwitz, Anna Kvorning, Thibault Leclercq, Chris Copeland et Justin Copeland pour Carrières LAIKA : Conception de personnages, animation 2D et plus encore
- Roberta Jablonskyte, Sarah Cox et Mbuotidem Johnson pour Animation 4.0 : Rembobiner et avance rapide
- Siri Melchior et Dete Meserve pour Passion Pictures+ Silver Creek Falls Entertainment : Premier Aperçu d'une série animée attendue pour l’été 2025
- Neco Che Ying Lo pour Explorer le potentiel de l’animation hongkongaise
- Orion Ross et Shamik Majumdar pour Disney Branded Television : Animation internationale
- Chris Butler pour LAIKA vu de l'intérieur avec Chris Butler : Masterclass avec le réalisateur et scénariste de L'Étrange Pouvoir de Norman et Monsieur Link
- Audrey Diehl, Sarah Fell, Rebecca Sugar, JG Quintel, Adam Muto et Ben Bocquelet pour Coup de projecteur sur les studios : Warner Bros. Animation, Cartoon Network Studios et Hanna-Barbera Studios Europe
- Laurent Auclair pour L'Art délicat du pitch
- Antoine Sebire pour Orillas Nuevas ~ Nouveaux Rivages : Des projets d'animation venus d'Argentine
- Melinda Kiss, Bálint Farkas Gelley, Damjan Lazin et Anita Doron pour Prestige vs Salaire : Former la nouvelle génération de l'animation
- Guy Bar'ely, Stefano Fratini, Denise Bracci, Tina Chow et Joanna Lee pour Découvrez l’animation de Rainbow : Winx Club, Mermaid Magic et plus encore
- Cécile Lacoue pour Conférence CNC : Les Tendances du marché de l'animation
- Jean-Baptiste Spieser, Sixtine Pirat et Sébastien Barlet pour Lancement de Tangerine et Yuzu : Une nouvelle ère pour l'animation 3D et le suivi de production
- Joseph Jacquet, Amandine Roussel et Stéphane Sitbon-Gomez pour France Télévisions : Premier Investisseur dans l'animation française
- Mitchel Berger pour Studio Focus Crunchyroll : Auparavant de niche, la croissance globale de l'anime ravit les fans du monde entier
- Matt Waters pour Éclairer le chemin : Dans les coulisses de Ce Noël-là avec DNEG Animation
- Chris Sanders pour Conversation avec Chris Sanders
- Rodney Rothman pour La Prochaine avancée de l'animation : Où allons-nous maintenant ?
- Marci Proietto et Chris Cikowski pour Session exécutive avec Marci Proietto et Chris Cikowski de 20th Television Animation
- Raphael Bob-Waksberg pour Une masterclass avec Raphael Bob-Waksberg
- Robert Hoffman, Bob Bredow et Ahmed Lakmali pour Rob Bredow & Lenovo : Réinventer la créativité
- Gregely Kalocsay, Réka Temple, Alex Rabb, Anna Osvay et Zsuzsanna Vincze pour Puissance de productions & vision globale : Une animation hongroise armée pour l'avenir
- Philippe Bony, Julien Figue et Coralie Boitrelle-Laigle pour Les Projets d'animation du Groupe M6
- Dawn Yamazi, Giulia Riva, Jochem Van Gool et Anna Stosik pour Créer un personnage, Ravensburger, Disney Lorcana TCG
- Dylan Sisson et Wendy Wirthlin pour Pixar et au-delà ! Créativité, technologie et RenderMan
- Nina Wu, Allen Lo, Lei Tao et Richard Xu Hu pour Showcase d'une animation chinoise d'exception  Quand l'esthétique orientale rencontre l'ère numérique
- Hillary Bradfield pour Le Chemin sinueux du récit
- Imogen Sutton pour Lancez votre carrière dans l'animation : Une conversation avec Imogen Sutton
- John Derderian, Heather Tilert, Billy Wee, Dylan Thomas et Dominique Bazay pour What's Next : Séries d'animation Netflix, préparez-vous !
- Victor Paredes pour De nouvelles façons de penser l'animation 2D avec Moho
- Roberto Genovesi pour Rai Kids : De nouvelles stratégies pour les enfants et la famille
- Lise Perottet et Fabienne Silvestre pour Atelier collaboratif : La Parité dans le cinéma et l'animation, devant et derrière la caméra
- Joanna Quinn pour L'Obsession d'une femme : L'Univers animé de Joanna Quinn
- Kelly Crews, Cameron Tang, Missy Laney, Dave Hughes et Joe Cappa pour Studio Focus : Adult Swim
- Sarah Watling et Chris Landreth pour L'Émotion en animation : Les Outils JALI pour une narration immersive
- Víctor Herreruela Ruiz et Jara Ayucar pour L'Amérique ibérique en série (IB Next 1.0) + IBERMEDIA NEXT Génération 3.0
- Michael Ouweleen pour Coup de projecteur sur l'animation destinée aux adultes : Warner Bros. Discovery
- Aaron Blaise pour Animer l'émotion : Une démonstration en direct avec Aaron Blaise
- Baboo Matsusaki, Aroa Talens Ferris, Fran de Olano et Nacho Rodríguez pour Next Lab Generation : Prototyper l'animation avec les nouvelles technologies
- Leo Fernandez et Dean Cesaron pour Initiation à TVPaint Animation 12
- Jean-François Tosti et David Alaux pour Le Studio toulousain TAT fête ses 25 ans : Un regard sur le passé… et l'avenir !
- Yoshihide Moriyama, Shinobu Saito et Takeru Shinozuka pour Toei Animation présente : Foxing et la vision derrière Eterna Animation
- Marie Amiot, Yvon Jardel et Julien Meesters pour Rodeo FX : La Passion de raconter des histoires
- Perrine Quennesson, Florencia Di Concilio et Rémi Chayé pour Annecy Music Lab 2025 – Let's Talk: Music and Animation

### Making-of
- Bat-Fam
- Wakfu, Welsh & Shedar et MORSHIKEN
- Todd Harris pour Eyes of Wakanda
- Jean-Christian Tassy et Benoît Daffis pour Falcon Express
- Milorad Kristić et Radmila Roczkov pour Ruben Brandt, Collector
- Michael Cusack et Zach Hadel pour Smiling Friends
- Guillaume Rio pour 7 Bears
- Wakfu, Welsh & Shedar et Morshiken

### Dédicaces
- Ron Clements et Pete Docter à l'occasion de leur intronisation au Walk of Fame de l'animation à Annecy
- Vic Macioci et Fred Brrémaud pour Havana Split!
- Émilie Tronche
- Florent Maudoux
- Nancy Denney-Phelps, Joanna Quinn et Nick Phelps pour On the Animation Trail: 20 Years of Animation Festival History
- Michael Hirsh pour Animation Nation: How We Built a Cartoon Empire
- Tyree Dillihay et Michelle Raimo Kouyate pour GOAT
- Matt Groening, David Silverman et Matt Selman pour Les Simpson
- Alex Woo, Steve Pilcher et Nicolas Lavender pour Dans tes rêves
- Alexander Seaver, Pascal Charrue et Arnaud Delord pour Arcane
- Camille de Cussac pour Il était une fois
- Tim Miller pour Blur Studio
- Genndy Tartakovsky pour Fixed
- Pierre Perifel, Daniel Pemberton, Damon Ross et JP Sans pour Les Bad Guys 2
- Jared Bush pour Zootopie 2

## Sélection

### Longs métrages

#### Sélection officielle
| Titre                                       | Réalisation                     | Pays                                   |
| ------------------------------------------- | ------------------------------- | -------------------------------------- |
| Allah n'est pas obligé                      | Zaven Najjar                    | Belgique, Canada, France et Luxembourg |
| Amélie et la Métaphysique des tubes         | Maïlys Vallade et Liane-Cho Han | France                                 |
| Arco                                        | Ugo Bienvenu                    | France                                 |
| ChaO                                        | Yasuhiro Aoki                   | Japon                                  |
| Housenka                                    | Baku Kinoshita                  | Japon                                  |
| Into the Mortal World                       | Zhong Ding                      | Chine                                  |
| La mort n'existe pas                        | Félix Dufour-Laperrière         | Canada et France                       |
| Marcel et Monsieur Pagnol                   | Sylvain Chomet                  | France, Luxembourg et Belgique         |
| Olivia et le Tremblement de terre invisible | Irene Iborra                    | Belgique, Chili, Espagne et France     |
| Planètes                                    | Momoko Seto                     | Belgique et France                     |

#### Contrechamp
| Titre                                             | Réalisation                                                | Pays                                    |
| ------------------------------------------------- | ---------------------------------------------------------- | --------------------------------------- |
| Balentes                                          | Giovanni Columbu                                           | Italie                                  |
| Endless Cookie                                    | Seth Scriver et Pete Scriver                               | Canada                                  |
| Gwang-jang                                        | Kim Bo-sol                                                 | Corée du Sud                            |
| Jinsei                                            | Ryuya Suzuki                                               | Japon                                   |
| La gran historia de la filosofía occidental       | Aria Covamonas                                             | Mexique                                 |
| Les Contes du pommier Tales from the Magic Garden | David Sukup, Patrik Pašš, Leon Vidmar et Jean-Claude Rozec | Tchéquie, France, Slovaquie et Slovénie |
| Lesbian Space Princess                            | Emma Hough Hobbs et Leela Varghese                         | Australie                               |
| Memory Hotel                                      | Heinrich Sabl                                              | Allemagne                               |
| Nimuendajú                                        | Tania Cristina Anaya                                       | Brésil et Pérou                         |
| Olivia et les Nuages Olivia y las nubes           | Tomás Pichardo Espaillat                                   | République dominicaine                  |
| Space Cadet                                       | Kid Koala                                                  | Canada                                  |

#### Annecy présente
| Titre                                                                          | Réalisation                                       | Pays                                        |
| ------------------------------------------------------------------------------ | ------------------------------------------------- | ------------------------------------------- |
| 100 Meters                                                                     | Kenji Iwaisawa                                    | Japon et États-Unis                         |
| Csongor és Tünde                                                               | Mali Csaba et Pálfi Zsolt                         | Hongrie                                     |
| Fleak                                                                          | Jens Møller, Mikko Pitkanen et Luca Bruno         | Finlande, France, Malaisie et Pologne       |
| Hopper et le Secret de la marmotte Chickenhare and the Secret of the Groundhog | Benjamin Mousquet                                 | Belgique et France                          |
| Je suis Frankelda Soy Frankelda                                                | Rodolfo Ambriz et Arturo Ambriz                   | Mexique                                     |
| Kaptein Sabeltann og Grevinnen av Grel                                         | Yaprak Morali, Are Austnes et Rasmus A. Sivertsen | Norvège                                     |
| Les Supers Spiked                                                              | Caroline Origer                                   | Belgique, France, Luxembourg et Royaume-Uni |
| Mary Anning                                                                    | Marcel Barelli                                    | Belgique et Suisse                          |
| Mon grand-père est un Nihonjin Meu Avô é um Nihonjin                           | Celia Catunda                                     | Brésil                                      |
| Petite Cari Little Caribou                                                     | Barry O'Donoghue                                  | Irlande                                     |
| Stitch Head                                                                    | Steve Hudson                                      | Allemagne et Luxembourg                     |
| The Girl Who Stole Time                                                        | Yu Ao et Zhou Tienan                              | Chine                                       |
| Thelma du pays des glaces Thelma's Perfect Birthday                            | Reinis Kalnaellis                                 | Lettonie et Luxembourg                      |
| Captain Sabertooth and the Countess of Grel                                    | Rasmus A Sivertsen                                | Norvège                                     |
| Hyakuemu                                                                       | Kenji Iwaisawa                                    | Japon et États-Unis                         |

#### Annecy Classics
| Titre                                      | Réalisation              | Année | Pays       |
| ------------------------------------------ | ------------------------ | ----- | ---------- |
| Le Garçon et la Bête The Boy and the Beast | Mamoru Hosoda            | 2015  | Japon      |
| Bonjour Paris !                            | Jean Image               | 1953  | France     |
| L'Étrange Pouvoir de Norman                | Sam Fell et Chris Butler | 2012  | États-Unis |
| Picha, envers et contre tout               | Luc Jabon                | 2025  | Belgique   |
| L'Œuf de l'ange Tenshi no tamago           | Mamoru Oshii             | 1985  | Japon      |
| The Academy Film Archive's Treasures       |                          |       |            |
| Frank Film                                 | Frank Mouris             | 1973  | États-Unis |
| Kick Me                                    | Robert Swarthe           | 1975  | États-Unis |
| Hand Held Day                              | Gary Beydler             | 1975  | États-Unis |
| Seepage                                    | Henry Selick             | 1981  | États-Unis |
| Mona Lisa Descending a Staircase           | Joan C. Gratz            | 1991  | États-Unis |
| Asparagus                                  | Suzan Pitt               | 1978  | États-Unis |

### Courts métrages

#### Sélection officielle
| Titre                                  | Réalisation                          | Pays                          |
| -------------------------------------- | ------------------------------------ | ----------------------------- |
| 9 milionů barev                        | Bára Anna Stejskalová                | Tchéquie                      |
| At Night                               | Pooya Afzali                         | Iran                          |
| Atomik Tour                            | Bruno Collet                         | France et Tchéquie            |
| Bread Will Walk                        | Alex Boya                            | Canada                        |
| Carcassonne-Acapulco                   | Marjorie Caup et Olivier Héraud      | France                        |
| Dog Ear                                | Péter Vacz                           | Hongrie                       |
| Dollhouse Elephant                     | Jenny Jokela                         | Finlande                      |
| Fusion                                 | Richard Reeves                       | Canada                        |
| Hatker                                 | Alejandro Ariel Martin               | Argentine                     |
| Il burattino e la balena               | Roberto Catani                       | France et Italie              |
| La Fille qui explose                   | Caroline Poggi et Jonathan Vinel     | France                        |
| La Jeune Fille qui pleurait des perles | Chris Lavis et Maciek Szczerbowski   | Canada                        |
| La Mante Praying Mantis                | Joe Hsieh                            | Taïwan                        |
| La Vie avec un idiot                   | Theodore Ushev                       | France                        |
| Le Magicien Magcianul                  | Bogdan Muresanu                      | Croatie, France et Roumanie   |
| Les Bêtes                              | Michael Granberry                    | États-Unis                    |
| Les Bottes de la nuit                  | Pierre-Luc Granjon                   | France                        |
| Luna rossa                             | Priit et Olga Pärn                   | Estonie et France             |
| Ma xi tuan xiao xiong                  | Sun Xun                              | Chine                         |
| Mangittatuarjuk                        | Louise Flaherty                      | Canada                        |
| My Brother, My Brother                 | Abdelrahman et Saad Dnewar           | Allemagne, Égypte et France   |
| My Wonderful Life                      | Calleen Koh                          | Singapour                     |
| Ordinary Life                          | Yoriko Mizushiri                     | France et Japon               |
| Ovary-Acting                           | Ida Melum                            | Norvège, Suède et Royaume-Uni |
| Poil aux jambes Hairy Legs             | Andrea Dorfman                       | Canada                        |
| Quai Sisowath                          | Stéphanie Lansaque et François Leroy | France                        |
| Sappho Safo                            | Rosana Urbes                         | Brésil                        |
| Shadows                                | Rand Beiruty                         | France et Jordanie            |
| Signal                                 | Emma Carré et Mathilde Parquet       | France et Belgique            |
| Star Wars: Visions - Black             | Shinya Ohira                         | Japon                         |
| Sulaimani                              | Vinnie Ann Bose                      | France                        |
| Tapeworm Alexis & the Opera Diva       | Thaïs Odermatt                       | Suisse                        |
| Thank You Dr. Farsi                    | Samaneh Shojaei                      | Iran                          |
| The Pool or Death of a Goldfish        | Daria Kopiec                         | Pologne                       |
| Zwermen                                | Janneke Swinkels et Tim Frijsinger   | Pays-Bas et Belgique          |

#### Perspectives
| Titre                                                             | Réalisation                                    | Pays                          |
| ----------------------------------------------------------------- | ---------------------------------------------- | ----------------------------- |
| Aveuglé par la lumière Blinded by the Lights                      | Francis Y. Brown                               | Ghana                         |
| Bloody Mess                                                       | Megan Wennberg                                 | Canada                        |
| Box                                                               | Huang Yuanjia, Zhou Tingyi et Xie Yafei        | Chine                         |
| Dédé (Ancêtre)                                                    | Yasmine Djedje-Fisher-Azoume                   | Royaume-Uni                   |
| Fačuk                                                             | Maida Srabovic                                 | Croatie et Slovénie           |
| Goldau                                                            | Roman Kälin                                    | Suisse                        |
| Ibuka, Justice                                                    | Justice Rutikara                               | Canada                        |
| K'uchu: Rincón de la infancia                                     | Alessio del Pozo                               | Pérou                         |
| Kronicitet                                                        | Aleta Rajic                                    | Bosnie-Herzégovine            |
| Le Cirque des clowns moustachus El circo de los payasos bigotones | Ana Comes, Tomas Alzogaray Vanella et Paz Bloj | Argentine                     |
| Nagofteh namanad                                                  | Mahboobeh Kalaee et Ali Fotoohi                | Iran                          |
| Orange foncé Dark Orange                                          | Zahra Azadpour                                 | Iran                          |
| Psychonauts                                                       | Niko Radas                                     | Croatie                       |
| S the Wolf                                                        | Sameh Alaa                                     | France et Égypte              |
| Silent Cinema                                                     | Krste Gospodinovski                            | Macédoine du Nord et Roumanie |
| Snake Soup                                                        | Zack Demirtshyan                               | Arménie                       |
| Toutes ces morts All This Death                                   | Fadi Syriani                                   | Liban                         |

#### Jeune public
| Titre                                          | Réalisation                        | Pays                         |
| ---------------------------------------------- | ---------------------------------- | ---------------------------- |
| A Walk into the Afterlife                      | Jiyun Jeong                        | Luxembourg                   |
| Carton Cardboard                               | Jean-Philippe Vine                 | Royaume-Uni                  |
| Forevergreen                                   | Nathan Engelhardt et Jeremy Spears | États-Unis                   |
| La Carpe et l'Enfant                           | Morgane Simon et Arnaud Demuynck   | Belgique et France           |
| Le Grand Party annuel des créatures de la Lune | Francis Desharnais                 | Canada                       |
| Le Tunnel de la nuit                           | Annechien Strouven                 | Belgique, France et Pays-Bas |
| Los Carpinchos                                 | Alfredo Soderguit                  | Chili, France et Uruguay     |
| Sapan                                          | Kerem Yoruk et Yasir Atis          | Turquie                      |
| Snow Bear                                      | Aaron Blaise                       | États-Unis                   |
| Tsuru                                          | Pedro Anias                        | Brésil                       |

#### Off-Limits
| Titre                | Réalisation                              | Pays      |
| -------------------- | ---------------------------------------- | --------- |
| Capriccio            | Gábor Ulrich                             | Hongrie   |
| Coda                 | Thor Sivertsen                           | Norvège   |
| Este no es tu jardín | Carlos Velandia et Angélica Restrepo     | Colombie  |
| Firewalk             | Pink Twins                               | Finlande  |
| Gerhard              | Ulu Braun                                | Allemagne |
| Rakugaki             | Ryo Orikasa                              | Japon     |
| SKRFF                | Corrie Francis Parks et Daniel Nuerscher | Autriche  |
| The Prologue         | Marzieh Emadi et Sina Saadat             | Autriche  |
| Vader Ademt          | Juliette Pons                            | Belgique  |

### Films de télévision
| Titre                                                                   | Épisode                                              | Réalisation                                      | Pays                            |
| ----------------------------------------------------------------------- | ---------------------------------------------------- | ------------------------------------------------ | ------------------------------- |
| À la recherche du légume star                                           | À la recherche du légume star                        | Louisette Ratsivahiny                            | Madagascar                      |
| An Almost Christmas Story                                               | An Almost Christmas Story                            | David Lowery                                     | États-Unis                      |
| Anne Shirley                                                            | Anne Shirley                                         | Hiroshi Kawamata                                 | Japon                           |
| Anselmo Wannabe                                                         | L'Architetto                                         | Massimo Ottoni                                   | Italie                          |
| Astérix et Obélix : Le Combat des chefs                                 | Épisode 102                                          | Alain Chabat et Fabrice Joubert                  | France                          |
| Baby Bot's Backyard Tales                                               | Where's Billy?                                       | Markus Vad Flaaten                               | Espagne                         |
| Christo le Barbare civilisé Christo the Civilized Barbarian             | Partie de chasse Hunting Party                       | Shaddy Safadi                                    | États-Unis                      |
| Common Side Effects                                                     | Episode 9                                            | Vincent Tsui                                     | États-Unis                      |
| Devil May Cry                                                           | The First Circle                                     | Han Cheong-il                                    | États-Unis                      |
| Flippé                                                                  | Décision majeure                                     | Théo Grosjean et Mothy Richard                   | Belgique et France              |
| Goat Girl                                                               | Ruminante contre Revenante I Ain't Afraid of No Goat | Krystal Georgiu, Mattieu Giner et Lauri Saunders | Belgique, France et Irlande     |
| Gros Lézard Big Lizard                                                  | Gros Lézard Big Lizard                               | Amaël Isnard et Jeanne Meister                   | Belgique, France et Royaume-Uni |
| Guard Dog & Bill Plympton au Brésil Guard Dog & Bill Plympton no Brasil | Lost in Iguazu                                       | Cesar Cabral                                     | Brésil                          |
| Il était une fois                                                       | Il était une fois                                    | Patrick Volve                                    | France                          |
| Jean-Michel, super caribou                                              | Jean-Michel express                                  | Mathieu Auvray                                   | France                          |
| Kiff                                                                    | Kiff Is Good at Sports                               | Allison Craig                                    | États-Unis                      |
| Kippkopp és Tipptopp                                                    | Kippkopp és Tipptopp                                 | Tama Mikori                                      | Hongrie                         |
| La Rivière à l'envers                                                   | La Rivière à l'envers                                | Paul Leluc                                       | France                          |
| Lille Tut                                                               | Svampetrylleri                                       | Maria Mac Dalland                                | Danemark                        |
| Max & the Midknights                                                    | Welcome to Byjovia                                   | David Skelly et Chris Perry                      | États-Unis                      |
| Metallic Rouge                                                          | NC                                                   | Motonobu Hori                                    | Japon                           |
| Primeras                                                                | Junko Tabei                                          | Bambú Orellana et Paloma Mora                    | Chili et Espagne                |
| Pucio                                                                   | Pucio i Krokodyl                                     | Marta Strozycka                                  | Pologne                         |
| Star Wars: Tales of the Empire                                          | Dévotion Devoted                                     | Dave Filoni                                      | États-Unis                      |
| Stories from Backwoods                                                  | Stories from Backwoods                               | Leevi Lemmetty                                   | Irlande                         |
| Tales from Outer Suburbia                                               | Distant Rain                                         | Noel Cleary et Shaun Tan                         | Australie                       |
| The Ruins of Kunlun Linglong                                            | The Ruins of Kunlun Linglong                         | Huai Jiajia                                      | Chine                           |
| Tiddler                                                                 | Tiddler                                              | Andy Martin et Alex Bain                         | Royaume-Uni                     |
| Volles Nest                                                             | Volles Nest                                          | Elena Walf                                       | Allemagne                       |
| Zombie Safari                                                           | We Will Be Animals                                   | Jerrold Chong et Joanne Lin                      | Singapour                       |

### Films de commande
| Artiste / Produit / Marque                 | Titre                                       | Réalisation                                                                                 | Pays                 |
| ------------------------------------------ | ------------------------------------------- | ------------------------------------------------------------------------------------------- | -------------------- |
| Marvel Studios                             | Absolute Doom                               | Ralph Karam et Santiago Oddis                                                               | États-Unis           |
| Animateka Festival 2024                    | Éléphant Trailer Slon Napovednik            | Jelena Dragutinovic, Lene Lekše, Janja Kosi, Andreja Goetz, Brina Lekše et Urszula Domanska | Slovénie             |
| Arnold Turboust                            | Les Lettres de Krakovie                     | Antoine Dahan, Clément Delaby et Rayan Takhedmit                                            | France               |
| Les Sommets du cinéma d'animation          | Bande-annonce                               | Daniel Gies                                                                                 | Canada               |
| Festival StopTrik 2024                     | Bande-annonce                               | Reinhold Bidner                                                                             | Autriche et Slovénie |
| Deccani                                    | Desi Oon                                    | Suresh Eriyat                                                                               | Inde                 |
| Sounds                                     | Besoin d'un bon sommeil ? Need a Good Sleep | Joseph Wallace                                                                              | Royaume-Uni          |
| CNESST                                     | Qu'à un fil                                 | Dale Hayward                                                                                | Canada               |
| Enedis                                     | Les Oiseaux                                 | Jean-Charles Kerninon et Clément Lauricella                                                 | France               |
| Riot Games                                 | Get Back                                    | Mo Hyojin et Oh Moon-young                                                                  | Corée du Sud         |
| Ichon                                      | Il faut                                     | Corentin Chauvière et Léo Soulard                                                           | France               |
| Éclipse solaire 2024                       | Éclipse solaire 2024                        | Laurence Arcadias et Robin Corbet                                                           | États-Unis           |
| Melanie Martinez                           | Play Date                                   | Clavel Gris                                                                                 | France               |
| Mon algorithme à moi                       | Mon algorithme à moi                        | Balázs Turai et Benjamin Efrati                                                             | France               |
| Sol Rosa                                   | Moving Back Moving Up                       | Lucile Leroy                                                                                | France               |
| Concha y Toro                              | Nace el rumor                               | Moises Arancibia                                                                            | Chili                |
| Naive New Beaters et Star Feminine Band    | Ye Kou Si Kuo                               | Lola Lefèvre                                                                                | France               |
| Oasis                                      | Naruto x Oasis                              | Matthieu Poirier                                                                            | France               |
| Očima Franze Kafky: Mezi obrazem a jazykem | Očima Franze Kafky: Mezi obrazem a jazykem  | Hanna Palamarchuk                                                                           | Tchéquie             |
| Olipop Yeti                                | Olipop Yeti                                 | Chris Finnegan, Mark Caballero et Seamus Walsh                                              | États-Unis           |
| Maltraitance sur mineur                    | Ombre Sombra                                | Mario Muñoz                                                                                 | Mexique              |
| Pantagruel                                 | Pantagruel                                  | Lucia Auge                                                                                  | France               |
| London International Animation Festival    | Show Your Working                           | Isolda Milenkovic                                                                           | Royaume-Uni          |
| Sis                                        | Bow to Your Wilderness                      | Danski Tang                                                                                 | États-Unis           |
| South of Midnight                          | South of Midnight                           | Chris Lavis et Maciek Szczerbowski                                                          | Canada               |
| Starpets                                   | Starpets                                    | Stéphane Berla                                                                              | France               |
| The Decameron                              | The Decameron                               | Katrina Crawford et Mark Bashore                                                            | États-Unis           |
| Réserve intégrale Three Sisters            | When Ancient Wisdom Beats Modern Industry   | Luisa Holanda                                                                               | États-Unis           |
| Ubu roi                                    | Ubu roi                                     | Romane Tulli Houzet                                                                         | France               |
| Vanish                                     | The Bully Monster                           | Gabriel Nobrega et Pedro Conti                                                              | Brésil               |
| CineSesc                                   | Vinheta                                     | Cesar Cabral                                                                                | Brésil               |
| Vladimir Komarov                           | Vladimir Komarov                            | Lee Jun-hee                                                                                 | Corée du Sud         |
| Paris                                      | Welcome to the City of Love                 | Fx Goby                                                                                     | Royaume-Uni          |
| With Letter and Love                       | With Letter and Love                        | Ana Chubinidze                                                                              | Géorgie              |
| Environmental Agency                       | Wood You Believe It?                        | Cadi Catlow                                                                                 | Royaume-Uni          |

### Films de fin d'études
- A Bird Hit My Window and Now I'm a Lesbian d'Aj Dubler et Camela Murphy ( États-Unis)
- Allô, ici le standard (Halo, Centrala) de Zuzanna Heller ( Pologne)
- Arahnofobija de Melita Sandrin ( Slovénie)
- Az utolsó dobás d'Anna Tőkés ( Hongrie)
- Blargh de Sofija Zivkovic ( États-Unis)
- Closed-Circuit Television (CCTV) de Lee Jae-hyeok ( Corée du Sud)
- Cocoon de Chen Yiwei ( Chine et  Royaume-Uni)
- Cottage Cheese de Janina Müller, Liina Luomajoki, Lena Metzger et Alice Kunz ( Suisse)
- De caillou à caillou de Charlotte Annereau ( France)
- Detlev de Ferdinand Ehrhardt ( Allemagne)
- En jeg ser de Kauli Green ( Danemark)
- Entre les jours de Martin Bonnin ( France)
- Floating de Jelena Milunovic ( Croatie,  Allemagne et  Suède)
- L'Enfant de la mère de Naomi Noir ( Pays-Bas)
- Le Fourneau à poupées de Zhu Wenwen ( États-Unis)
- Lepší člověk d'Eliška Jirásková ( Tchéquie)
- Lights, Haze de Tata Managadze ( Belgique,  Finlande,  Géorgie et  Portugal)
- Main de Wang Jing ( Japon)
- Na krzywe łby de Jakub Krzyszpin ( Pologne)
- Neh Neh Pok de Jaime Ng ( Singapour)
- Pillow Talks d'Amandine Vautrin ( Belgique)
- Poppy Flowers d'Evridiki Papaiakovou ( Estonie)
- Propreté d'Andrejs Brīvulis ( Lettonie)
- Q de Masataka Kihara ( Japon)
- Qui part à la chasse de Léa Favre ( Suisse)
- Rayons de Jáchym Bouzek ( Tchéquie et  France)
- REM slaap de Husam Zakaraya ( Pays-Bas)
- Silence fort (Laute Stille) de Lisa Bayr, Katharina Arbeithuber et Leo Roithner ( Autriche)
- Sphère Suprême de Hasan Pastaci ( Belgique et  Turquie)
- Sự tích Trần Thanh Dương de Hachul Le Do ( Vietnam)
- Sublime de Marie Heribel, Candice Yernaux, Juliette Buysschaert, Camille Leroy, Joséphie Vendeville, Martin Laurent et Lucas Fourtier ( France)
- The Diffusion Pilot d'Aurelijus Čiupas ( Estonie)
- The Eating of an Orange de May Kindred-Boothby ( Royaume-Uni)
- Théâtre secret (Teatro Secreto) de Diego Martínez ( Mexique)
- Toutes portes ouvertes d'Alicia Levy ( France)
- Trucs de football (Cosas de fútbol) d'Alejandro Ara Alonso, Matilde Chicharro Randet, Yuu Cortés Maicas, Layla Díaz Pérez, Sara García Jiménez, Marta Iglesias Martín et Carla Muñoz Ramírez ( Espagne)
- Un Cuplu Triasic d'Iulia Teodora Turicianu ( Roumanie)
- Un tocco angelico de Nicole Golek ( Pologne)
- Veils of Landscape de Yamanaka Chihiro ( Japon)
- Voies de passage de Geneviève Tremblay et Milla Cummings ( Canada)
- Wat is Spreken Waard? de Leticia van Neerven ( Pays-Bas)
- Watashiha, Watashito, Watashiga, Watashiwo de Rina Ito ( Japon)
- Weathered de Karina Casanas Invernon et Jáchym Bouzek ( Royaume-Uni)
- Won't Be Here de Tan Jiali et Zhu Haoyuan ( Chine)
- Zootrope de Léna Martinez ( France)

### Œuvres VR
| Titre                              | Réalisation                          | Pays                  |
| ---------------------------------- | ------------------------------------ | --------------------- |
| Fragile Home                       | Ondřej Moravec et Victoria Lopukhina | Tchéquie              |
| Hungry                             | Liu Yu Shu                           | Taïwan                |
| Impulse: Playing with Reality      | May Abdalla et Barry Gene Murphy     | France et Royaume-Uni |
| Ito Meikyū                         | Boris Labbé                          | France et Luxembourg  |
| Jack & Flo                         | Amaury Campion                       | France                |
| Less than 5gr of Saffron           | Négar Motevalymeidanshah             | France                |
| Lichtung                           | Aria Wolf et Janina Zlotos           | Allemagne             |
| Mobile Suit Gundam: Silver Phantom | Kenichi Suzuki                       | France et Japon       |
| Rave                               | Patrick Muroni                       | Suisse                |
| Romancecar                         | Jonathan Hagard                      | Japon                 |

## Programmes spéciaux

### Hommage à l'animation hongroise
| Titre                                                                    | Réalisation                        | Année | Pays                           |
| ------------------------------------------------------------------------ | ---------------------------------- | ----- | ------------------------------ |
| Bubble Bath                                                              | György Kovásznai                   | 1980  | Hongrie                        |
| Le Fils de la jument blanche Son of the White Mare                       | Marcell Jankovics                  | 1981  | Hongrie                        |
| Le Quartier ! Nyócker !                                                  | Áaron Gauder                       | 2004  | Hongrie                        |
| Les Temps héroïques Daliás idők                                          | József Gémes                       | 1982  | Hongrie                        |
| Classic 1                                                                |                                    |       |                                |
| Szerencsés flottás                                                       | Gyula Macskássy et György Szénásy  | 1942  | Hongrie                        |
| Párbaj                                                                   | Gyula Macskássy                    | 1961  | Hongrie                        |
| Koncertisszimó                                                           | József Gémes                       | 1969  | Hongrie                        |
| Sisyphus                                                                 | Marcell Jankovics                  | 1974  | Hongrie                        |
| Gâteau Sütti                                                             | Gyula Nagy                         | 1984  | Hongrie                        |
| Lumières avant l'aube Fenyek virradat elött                              | Sandor Bekesi                      | 1984  | Hongrie                        |
| Jónás                                                                    | Líviusz Gyulai                     | 1998  | Hongrie                        |
| Un autre jour Egy újabb nap                                              | Pál Tóth                           | 1998  | Hongrie                        |
| Maestro                                                                  | Géza M. Tóth                       | 2004  | Hongrie                        |
| La Ligne de la vie Életvonal                                             | Tomek Ducki                        | 2006  | Hongrie                        |
| Jacques ámokfutása avagy mikor veszítjük bizalmunkat önmagunkkal szemben | Horesnyi Maté                      | 2018  | Hongrie                        |
| L'Enlèvement du Soleil et de la Lune A Nap és a Hold el rablàsa          | Sándor Reisenbüchler               | 1968  | Hongrie                        |
| Amok                                                                     | Balázs Turai                       | 2022  | Hongrie et Roumanie            |
| Classic 2                                                                |                                    |       |                                |
| Az 1812-es év                                                            | Sándor Reisenbüchler               | 1972  | Hongrie                        |
| Körúti esték                                                             | György Kovásznai                   | 1972  | Hongrie                        |
| Oooh... ces haricots ! Babfilm                                           | Otto Foky                          | 1975  | Hongrie                        |
| Hé, te!                                                                  | Peter Szoboszlay                   | 1977  | Hongrie                        |
| La Mouche A légy                                                         | Ferenc Rofusz                      | 1980  | Hongrie                        |
| Moto perpetuo                                                            | Béla Vajda                         | 1980  | Hongrie                        |
| Ünnepeink                                                                | Katalin Macskássy                  | 1984  | Hongrie                        |
| Attention à la marche ! Vigyázat, lépcső                                 | István Orosz                       | 1989  | Hongrie                        |
| Le Balcon Balkon                                                         | David Dell'Edera                   | 2015  | Hongrie                        |
| Stills "Drawings about a Landscape of a Life"                            | Mária Horváth                      | 2000  | Hongrie                        |
| Réalisatrices hongroises                                                 |                                    |       |                                |
| Limbo Limbo Travel                                                       | Zsuzsanna Kreif et Borbálá Zétényi | 2014  | Hongrie et France              |
| A nyalintás nesze                                                        | Nadja Andrasev                     | 2015  | Hongrie                        |
| Superbia                                                                 | Luca Tóth                          | 2016  | Hongrie, Slovaquie et Tchéquie |
| Vulkánsziget                                                             | Anna Katalin Lovrity               | 2016  | Hongrie                        |
| Sellők és rinocéroszok                                                   | Viktória Traub                     | 2017  | Hongrie                        |
| Symbiosis                                                                | Nadja Andrasev                     | 2019  | Hongrie                        |
| 27                                                                       | Flóra Anna Buda                    | 2023  | Hongrie et France              |
| Les Beaux-Arts et l'animation                                            |                                    |       |                                |
| Mézes-táncos                                                             | Ferenc Varsányi                    | 1975  | Hongrie                        |
| A szél                                                                   | Csaba Varga                        | 1985  | Hongrie                        |
| Garabonciák                                                              | Dóra Keresztes et István Orosz     | 1985  | Hongrie                        |
| Ab ovo                                                                   | Ferenc Cakó                        | 1987  | Hongrie                        |
| Culturhistorical Manœuvre at Night Éjszakai kultúrtörténeti hadgyakorlat | Zoltán Szilágyi Varga              | 1991  | Hongrie                        |
| Holtágban                                                                | Tibor Bánóczki                     | 2001  | Hongrie                        |
| Arlequin                                                                 | Kinga Rofusz                       | 2003  | Hongrie                        |
| Mielőtt                                                                  | Gábor Ulrich                       | 2004  | Hongrie                        |
| Hanne                                                                    | Éva Magyarósi                      | 2005  | Hongrie                        |
| Fin                                                                      | Kati Glaser                        | 2008  | Hongrie                        |
| Avant                                                                    | Marcell Mostoha                    | 2021  | Hongrie                        |
| Nyugvó köd                                                               | Nikolett Fábián                    | 2022  | Hongrie                        |
| Darazsak, ludak, körtefa                                                 | László Csáki                       | 2005  | Hongrie                        |
| Animation MOME                                                           |                                    |       |                                |
| Simon vagyok                                                             | Tünde Molnár                       | 2009  | Hongrie                        |
| Rabbit and Deer                                                          | Péter Vácz                         | 2012  | Hongrie                        |
| Fête Házibuli                                                            | Dániel Bárány                      | 2015  | Hongrie                        |
| Take Me Please                                                           | Olivér Hegyi                       | 2017  | Hongrie                        |
| Pá, kis panelom                                                          | Éva Darabos                        | 2020  | Hongrie                        |
| Felhők felett                                                            | Vivien Hárshegyi                   | 2022  | Hongrie                        |
| Szemem sarka                                                             | Domonkos Erhardt                   | 2023  | Hongrie                        |
| Fox Tossing                                                              | Kristóf Zénó Mira                  | 2023  | Hongrie                        |
| Réka Bucsi                                                               |                                    |       |                                |
| Symphony No 42                                                           | Réka Bucsi                         | 2013  | Hongrie                        |
| LOVE                                                                     | Réka Bucsi                         | 2015  | Hongrie et France              |
| Intermission                                                             | Réka Bucsi                         | 2022  | Hongrie                        |
| Solar Walk                                                               | Réka Bucsi                         | 2018  | Danemark                       |

### Les As du clip
| Titre                                     | Chanteur                                    | Réalisation                                                      | Année                | Pays                      |
| Michel Gondry                             | Michel Gondry                               | Michel Gondry                                                    | Michel Gondry        | Michel Gondry             |
| ----------------------------------------- | ------------------------------------------- | ---------------------------------------------------------------- | -------------------- | ------------------------- |
| Ma Maison                                 | Oui Oui                                     | Michel Gondry                                                    | 1990                 | France                    |
| Human Behaviour                           | Björk                                       | Michel Gondry                                                    | 1993                 | France                    |
| Like a Rolling Stone                      | The Rolling Stones                          | Michel Gondry                                                    | 1995                 | France                    |
| Sugar Water                               | Cibo Matto                                  | Michel Gondry                                                    | 1996                 | France                    |
| Everlong                                  | Foo Fighters                                | Michel Gondry                                                    | 1997                 | France                    |
| Around the World                          | Daft Punk                                   | Michel Gondry                                                    | 1997                 | France                    |
| Let Forever Be                            | The Chemical Brothers                       | Michel Gondry                                                    | 1999                 | France                    |
| Fell in Love with a Girl                  | The White Stripes                           | Michel Gondry                                                    | 2002                 | Royaume-Uni               |
| Come into My World                        | Kylie Minogue                               | Michel Gondry                                                    | 2002                 | France                    |
| The Hardest Button to Button              | The White Stripes                           | Michel Gondry                                                    | 2003                 | France                    |
| Walkie Talkie Man                         | Steriogram                                  | Michel Gondry                                                    | 2003                 | France                    |
| Soleil du soir                            | Dick Annegarn                               | Michel Gondry                                                    | 2007                 | France                    |
| Grand Petit Con                           | Matthieu Chedid                             | Michel Gondry                                                    | 2019                 | France                    |
| Chain Reactionary                         | Beck Adanowsky                              | Michel Gondry                                                    | 2023                 | France                    |
| Vidéoclips hongrois                       |                                             |                                                                  |                      |                           |
| Just Like                                 | Beat Dis                                    | Andras Szabó                                                     | 2007                 | Hongrie                   |
| Délelőttök a kádba                        | Péterfy Bori & Love Band                    | László Csáki                                                     | 2008                 | Hongrie                   |
| Kaktusz                                   | Bioberber                                   | Zsuzsanna Kreif                                                  | 2010                 | Hongrie                   |
| All I'm Saying                            | James                                       | Péter Vácz                                                       | 2014                 | Royaume-Uni               |
| Napséta                                   | Amorf Lovagok                               | László Csáki                                                     | 2013                 | Hongrie                   |
| Illuminair                                | Middlemist Red                              | Nóvé Soma                                                        | 2017                 | Hongrie                   |
| Re                                        | Nils Frahm                                  | Simon Balázs                                                     | 2014                 | Hongrie                   |
| Demons on the Beach                       | Fran Palermo                                | Henri Gonzo                                                      | 2019                 | Hongrie                   |
| Where Blue Meets Red                      | Barabás Lőrinc                              | Tamás Patrovits                                                  | 2024                 | Hongrie                   |
| Együtt                                    | Aucun                                       | Kata Fodor                                                       | 2025                 | Hongrie                   |
| Meteor                                    | Architects                                  | Jeb Hardwick et Peter Batory                                     | 2021                 | Hongrie                   |
| Walking on the Planet                     | Gábor Antal Trio                            | Tamara Bella, Gábor István Gurka, Kata Hollós et Kornél Pittmann | 2023                 | Hongrie                   |
| Keringő                                   | Dzsudló                                     | Boglarka Aszity et Réka Anna Szakaly                             | 2023                 | Hongrie                   |
| Steve Cutts                               |                                             |                                                                  |                      |                           |
| Are You Lost in the World Like Me?        | Moby                                        | Steve Cutts                                                      | 2016                 | États-Unis et Royaume-Uni |
| Why Does My Heart Feel So Bad?            | Moby                                        | Laurence Hotessa, Filipe Alçada et Susi Wilkinson                | 1999                 | Royaume-Uni               |
| In this Cold Place                        | Moby                                        | Steve Cutts                                                      | 2017                 | Royaume-Uni et États-Unis |
| The Wall                                  | Alok & Sevenn                               | Steve Cutts                                                      | 2020                 | Royaume-Uni               |
| Praise                                    | Tchami ft. Gunna                            | 2021                                                             |                      | Royaume-Uni               |
| Happiness                                 | Happiness                                   | 2017                                                             |                      | Royaume-Uni               |
| The Turning Point                         | Wantaways                                   | 2020                                                             |                      | Royaume-Uni               |
| LA-Z Rider                                | Les Simpson                                 | 2017                                                             |                      | Royaume-Uni               |
| In the Fall                               | In the Fall                                 | 2011                                                             |                      | Royaume-Uni               |
| Raman Djafari                             |                                             |                                                                  |                      |                           |
| Snow                                      | FJAAK                                       | Raman Djafari                                                    | 2017                 | Allemagne                 |
| Magnetism                                 | Vacationer                                  | Raman Djafari                                                    | 2018                 | États-Unis                |
| I Could Never Live without You by My Side | FJAAK                                       | Raman Djafari et Daniel Almagor                                  | 2018                 | Royaume-Uni               |
| 'Traveler                                 | Lucky Chops                                 | Raman Djafari et Daniel Almagor                                  | 2019                 | Allemagne                 |
| Cold Heart                                | Elton John et Dua Lipa                      | Raman Djafari                                                    | 2021                 | Allemagne et Royaume-Uni  |
| RIP TXL                                   | DJ Piper                                    | Raman Djafari                                                    | 2022                 | Allemagne                 |
| Worms                                     | Ashnikko                                    | Raman Djafari                                                    | 2023                 | Allemagne                 |
| Feels Like I'm Falling in Love            | Coldplay                                    | Raman Djafari                                                    | 2024                 | Allemagne et Royaume-Uni  |
| Pamphlets                                 | Squid                                       | Raman Djafari                                                    | 2021                 | Allemagne et Royaume-Uni  |
| Victor Haegelin                           |                                             |                                                                  |                      |                           |
| Jolie Coquine                             | Caravan Palace                              | Victor Haegelin                                                  | 2008                 | France                    |
| La Quête                                  | Orelsan                                     | Victor Haegelin                                                  | 2022                 | France                    |
| Y Se Fue                                  | La Pegatina                                 | 2016                                                             |                      | France                    |
| Wire and Flashing Lights                  | Professor Kliq                              | 2013                                                             |                      | France                    |
| Clash                                     | Caravan Palace                              | 2013                                                             |                      | France                    |
| Love of a Girl                            | The Avett Brothers                          | 2024                                                             | France et États-Unis |                           |
| Too Late                                  | Chinese Man, Stogie, KT Gorique et FP       | 2023                                                             | France               |                           |
| Paper Dance                               | Paper Dance                                 | 2025                                                             | France               |                           |
| Jérôme Combe et Fortiche                  |                                             |                                                                  |                      |                           |
| DoYaThing                                 | Gorillaz                                    | Jamie Hewlett                                                    | 2018                 | France                    |
| Ma meilleure ennemie                      | Stromae et Pomme                            | Jérôme Combe et Fortiche                                         | 2025                 | France                    |
| Warriors                                  | Imagine Dragons                             | Jérôme Combe et Fortiche                                         | 2014                 | France                    |
| Pop/Stars                                 | K/DA, Madison Beer, (G)I-dle et Jaira Burns | 2018                                                             |                      | France                    |
| Enemy                                     | Imagine Dragons et J.I.D                    | 2022                                                             |                      | France                    |
| Respire                                   | Mickey 3D                                   | André Bessy, Jérôme Combe et Stéphane Hamache                    | 2003                 | France                    |
| Deux pieds                                | Thomas Fersen                               | Jérôme Combe et André Bessy                                      | 2003                 | France                    |
| Get Jinxed                                | League of Legends                           | Arnaud Delord et Jérôme Combe                                    | 2013                 | France                    |
| La Gaviota                                | Limousine                                   | Jérôme Combe                                                     | 2012                 | France                    |
| Freak of the Week                         | Freak Kitchen                               | Juanjo Guarnido                                                  | 2014                 | France                    |

### Focus
| Titre                                            | Réalisation                                       | Année | Pays                     |
| ------------------------------------------------ | ------------------------------------------------- | ----- | ------------------------ |
| One's Artifact is Intelligence                   | Dávid Szauder                                     | 2025  | Hongrie                  |
| Ayahuasca                                        | Jan Kounen                                        | 2019  | France                   |
| Sunbound                                         | Platon Karataev                                   | 2025  | Hongrie                  |
| Willy et les Gardiens du lac Lengemesék          | Pálfi Zsolt                                       | 2017  | Hongrie                  |
| Tale                                             | Eötvös Péter                                      | 1968  | Hongrie                  |
| Cloudhitects: Point Cloud Budapest               | Daniel Besnyo                                     | 2022  | Hongrie                  |
| Bâtisseurs de rêve : Le Cénotaphe d'Isaac Newton | Arnaud Desjardins                                 | 2022  | France                   |
| The Eye and I                                    | Jean-Michel Jarre et Huang Hsin-chien             | 2023  | France et Taïwan         |
| Femmes et Animation, 10 ans                      |                                                   |       |                          |
| Guida                                            | Rosana Urbes                                      | 2014  | Brésil                   |
| 'n Gewone blou Maandagoggend                     | Naomi Classien Van Niekerk                        | 2014  | Afrique du Sud           |
| The Burden Min Börda                             | Niki Lindroth von Bahr                            | 2016  | Suède                    |
| Live a Little                                    | Jenny Jokela                                      | 2018  | Allemagne et Royaume-Uni |
| À la maison                                      | Andrea Dorfman                                    | 2020  | Canada                   |
| L'Art dans le sang Affairs of the Art            | Joanna Quinn                                      | 2021  | Royaume-Uni et Canada    |
| Pachyderme                                       | Stéphanie Clément                                 | 2022  | France                   |
| Tongue                                           | Yoshida Kaho                                      | 2022  | Canada et Japon          |
| Abzi                                             | Shiva Sadegh Assadi                               | 2024  | Iran                     |
| Bloeistraat 11                                   | Nienke Deutz                                      | 2018  | Belgique et Pays-Bas     |
| Annecy s'anime                                   |                                                   |       |                          |
| La Vie de château : Mon enfance à Versailles     | Clémence Madeleine-Perdrillat et Nathaniel H'limi | 2025  | France et Luxembourg     |
| Foot 2 rue - Saison 5                            | Bruno Bligoux et Grégory Leterrier                | 2025  | France                   |
| Cosmonaute 360                                   |                                                   |       |                          |
| Mission : SAUVETAGE Mission: RESCUE              | Damné Jesús Perez Irigoyen                        | 2022  | Mexique                  |
| Prêt à décoller Time to Fly                      | Damné Jesús Perez Irigoyen                        | 2025  | Mexique                  |
| Cosmic Friendship                                | Damné Jesús Perez Irigoyen                        | 2018  | Mexique                  |
| Anthologie de Pannonia                           |                                                   |       |                          |
| Minstrels                                        | László Hegyi Füstös                               | 1978  | Hongrie                  |
| Világnak virága, virágnak világa                 | Dóra Keresztes                                    | 2017  | Hongrie                  |
| Green Warnings For Every Day                     | Sándor Reisenbüchler                              | 1992  | Hongrie                  |

### Midnight Specials
| Titre                                                              | Réalisation                                   | Année | Pays                      |
| ------------------------------------------------------------------ | --------------------------------------------- | ----- | ------------------------- |
| All You Need Is Kill                                               | Kenichiro Akimoto                             | 2025  | Japon                     |
| Another World                                                      | Tommy Kai et Chung Ng                         | 2025  | Hong Kong                 |
| Au cœur des ténèbres Heart of Darkness                             | Rogerio Nunes                                 | 2025  | Brésil et France          |
| Mononoke The Movie: Chapter II - The Ashes of Rage                 | Kenji Nakamura et Kiyotaka Suzuki             | 2025  | Japon                     |
| Nightmare Bugs                                                     | Saku Sakamoto et Osamu Fukutani               | 2025  | Japon                     |
| Midnight Shorts                                                    |                                               |       |                           |
| Radix                                                              | Anne Breymann                                 | 2025  | Allemagne                 |
| Jailbirds                                                          | Thomas Villepoux                              | 2025  | France                    |
| Mother Clay                                                        | Armin Rangani et Raha Amirfazli               | 2025  | États-Unis                |
| Luz Diabla                                                         | Gervasio Canda, Patricio Plaza et Paula Boffo | 2025  | Argentine et Canada       |
| Tattoo Santa Claus                                                 | Partick Ward                                  | 2025  | États-Unis                |
| Playing God                                                        | Matteo Burani                                 | 2025  | France et Italie          |
| Iris de Cristal                                                    | Diego Gaviria Nieto                           | 2025  | Colombie                  |
| The Dying World                                                    | Lauren Tsai                                   | 2025  | Royaume-Uni et États-Unis |
| Mon jeu Mi juego                                                   | David Bravo                                   | 2024  | Tchéquie et Espagne       |
| Double or Nothing                                                  | Tokay Sirin                                   | 2025  | Suisse                    |
| Hept                                                               | Jorge Baldeon                                 | 2025  | Équateur et États-Unis    |
| Matin brun                                                         | Carlo Vogele                                  | 2025  | France et Luxembourg      |
| The Synthetic Age                                                  | Dimitris Armenakis                            | 2025  | Grèce                     |
| Debris                                                             | Xifeng Chen                                   | 2024  | Chine                     |
| Malevo                                                             | Facundo Iñeguez                               | 2025  | Argentine                 |
| Amarelo Banana                                                     | Alexandre Sousa                               | 2025  | Hongrie et Portugal       |
| WTF2025                                                            |                                               |       |                           |
| Skroll                                                             | Marten Visser                                 | 2024  | Pays-Bas                  |
| Kasey Cartoon                                                      | Veronica Kedar                                | 2024  | États-Unis                |
| Rabbits Have Red Eyes                                              | Lee Yoon-sun et Choi Ji-won                   | 2024  | Corée du Sud              |
| Peter Hair                                                         | Arthur Studholme et Cosmo Wellings            | 2024  | Royaume-Uni et États-Unis |
| The Adventures of Murder Man                                       | Will Carsola                                  | 2024  | États-Unis                |
| A Taste of Beer                                                    | Li Xie                                        | 2024  | Chine                     |
| Nostril                                                            | Michael Augustine Dondero et Shengnan Dong    | 2024  | États-Unis                |
| Mamiko's Poop                                                      | Yasuteru Ohno                                 | 2024  | Japon                     |
| Mère de vinaigre Madre del vinagre                                 | Fiona Longobardi                              | 2023  | Argentine                 |
| Desk Bugs                                                          | Kim Hakh-yun                                  | 2024  | Japon et Corée du Sud     |
| Mr Legs                                                            | Sean Zwan                                     | 2024  | Australie                 |
| The Joke's Butt                                                    | Barney Fagan                                  | 2025  | Royaume-Uni               |
| Un film de merde                                                   | Manu Gomez                                    | 2025  | Belgique                  |
| Bear Hunt                                                          | Chris Duffy                                   | 2024  | Royaume-Uni               |
| Adam and Eve in the Kingdom of Animals                             | Izzy Chavez                                   | 2024  | États-Unis                |
| Le Poussin dans la coquille volante Chicken in the Flying Eggshell | Manuela Camichel et David Sontòn Caflisch     | 2024  | Suisse                    |
| I Beg Your Pardon                                                  | John W. Lustig                                | 2024  | États-Unis                |

### Projections en plein air
| Titre                             | Réalisation                          | Année | Pays                       |
| --------------------------------- | ------------------------------------ | ----- | -------------------------- |
| Les Quatre Âmes du coyote         | Áron Gauder                          | 2023  | Hongrie                    |
| Transformers : Le Commencement    | Josh Cooley                          | 2024  | États-Unis                 |
| Le Garçon et la Bête              | Mamoru Hosoda                        | 2015  | Japon                      |
| Hopper et le Hamster des ténèbres | Ben Stassen, Benjamin Mousquet       | 2022  | Belgique                   |
| Le Robot sauvage                  | Chris Sanders                        | 2024  | États-Unis                 |
| Flow                              | Gints Zilbalodis                     | 2024  | Lettonie, Belgique, France |
| Zootopie                          | Jared Bush, Byron Howard, Rich Moore | 2016  | États-Unis                 |
| Pil                               | Julien Fournet                       | 2021  | France                     |
| Hola Frida                        | André Kadi, Karine Vézina            | 2024  | Canada, France             |

## Palmarès

### Courts métrages
| Prix                                        | Attribué à                                                           | Pays                 |
| ------------------------------------------- | -------------------------------------------------------------------- | -------------------- |
| Cristal d'Annecy                            | Les Bottes de la nuit de Pierre-Luc Granjon                          | France               |
| Prix du public                              | Les Bottes de la nuit de Pierre-Luc Granjon                          | France               |
| Prix du jury                                | Les Bêtes de Michael Granberry                                       | États-Unis           |
| Prix Alexeïeff – Parker                     | Sappho de Rosana Urbes                                               | Brésil               |
| Prix Jean-Luc Xiberras de la première œuvre | Zwermen de Janneke Swinkels et Tim Frijsinger                        | Pays-Bas et Belgique |
| Prix du film Off-Limits                     | Rakugaki de Ryo Orikasa                                              | Japon                |
| Prix de la meilleure musique originale      | Dollhouse Elephant de Jenny Jokela                                   | Finlande             |
| Prix Jeune public                           | Le Grand Party annuel des créatures de la Lune de Francis Desharnais | Canada               |
| Prix du jury junior Canal+                  | Forevergreen de Nathan Engelhardt et Jeremy Spears                   | États-Unis           |

### Longs métrages
| Prix                                                | Attribué à                                                             | Pays                                       |
| --------------------------------------------------- | ---------------------------------------------------------------------- | ------------------------------------------ |
| Cristal du long métrage                             | Arco d'Ugo Bienvenu                                                    | France                                     |
| Prix du jury                                        | ChaO de Yasuhiro Aoki                                                  | Japon                                      |
| Prix du public                                      | Amélie et la Métaphysique des tubes de Maïlys Vallade et Liane-Cho Han | France                                     |
| Prix Fondation Gan à la Diffusion                   | Olivia et le Tremblement de terre invisible de Irene Iborra Rizo       | Espagne, France, Belgique, Chili et Suisse |
| Prix de la meilleure musique originale              | Arco d'Ugo Bienvenu                                                    | France                                     |
| Mention spéciale du jury pour une musique originale | La mort n'existe pas de Félix Dufour-Laperrière                        | Canada, France                             |
| Prix Paul Grimault                                  | Planètes de Momoko Seto                                                | France et Belgique                         |
| Grand Prix Contrechamp                              | Endless Cookie de Seth Scriver et Pete Scriver                         | Canada                                     |
| Prix du jury Contrechamp                            | Gwang-jang de Kim Bo-sol                                               | Corée du Sud                               |

### Films de télévision et de commande
| Prix                                      | Attribué à                                                            | Pays               |
| ----------------------------------------- | --------------------------------------------------------------------- | ------------------ |
| Cristal pour une production TV            | Christo le Barbare civilisé - Partie de chasse de Shaddy Safadi       | États-Unis         |
| Prix du public pour un film de télévision | Flippé - Décision majeure de Théo Grosjean et Mothy Richard           | Belgique et France |
| Cristal pour un film de commande          | Naive New Beaters. Star Feminine Band - Ye Kou Si Kuo de Lola Lefèvre | France             |
| Prix du jury pour une série TV            | Lena's Farm - Volles Nest d'Elena Walf                                | Allemagne          |
| Prix du jury pour un spécial TV           | An Almost Christmas Story de David Lowery                             | États-Unis         |
| Prix du jury pour un film de commande     | Desi Oon de Suresh Eriyat                                             | Inde               |

### Films de fin d'études
| Prix                            | Attribué à                       | Pays   |
| ------------------------------- | -------------------------------- | ------ |
| Cristal du film de fin d'études | Zootrope de Léna Martinez        | France |
| Prix du jury                    | Entre les jours de Martin Bonnin | France |
| Prix Lotte Reiniger             | Q de Masataka Kihara             | Japon  |

### Œuvres VR
| Prix                  | Attribué à                                          | Pays            |
| --------------------- | --------------------------------------------------- | --------------- |
| Cristal de l'œuvre VR | Fragile Home d'Ondrej Moravec et Victoria Lopukhina | Modèle:Tchèquie |

### Autres prix
| Prix                                             | Attribué à                                          | Pays       |
| ------------------------------------------------ | --------------------------------------------------- | ---------- |
| Prix de la Ville d'Annecy                        | Ibuka, Justice de Justice Rutikara                  | Canada     |
| Prix André Martin pour un court métrage français | Les Bottes de la nuit de Pierre-Luc Granjon         | France     |
| Prix Festivals Connexion pour une œuvre VR       | Fragile Home d'Ondrej Moravec et Victoria Lopukhina | Tchéquie   |
| Prix France TV pour un court métrage             | At Night de Pooya Afzali                            | Iran       |
| Prix Vimeo Staff Pick pour un court métrage      | Les Bêtes de Michael Granberry                      | États-Unis |
| Mention spéciale du jury de la Ville d'Annecy    | Psychonauts de Niko Radas                           | Croatie    |
| Prix XPPen pour un film de fin d'études          | Won't Be Here de Jiali Tan et Haoyuan Zhu           | Chine      |